# Calgary
Calgary /ˈkʰæɫg(ə)ɹɪ/ⓘ es una ciudad situada en la provincia de Alberta, en Canadá. Según el censo de 2021, tiene una población de 1 306 784 habitantes.
Se encuentra ubicada en una región de colinas y altiplanicies, aproximadamente 80 km al este de las Montañas Rocosas. El Corredor Calgary–Edmonton es la región urbana más poblada después de Toronto y Vancouver. El gentilicio en inglés para los habitantes de Calgary es «Calgarian».
La economía de Calgary se centra sobre todo en la industria petrolífera, aunque la agricultura, el turismo y la alta tecnología también contribuyen al rápido desarrollo económico de la ciudad. Es igualmente un destino muy conocido por ser un lugar donde practicar el ecoturismo y deportes de invierno: cerca de la ciudad se sitúan importantes lugares de vacaciones y en 1988, Calgary se convirtió en la primera ciudad canadiense en acoger los Juegos Olímpicos de Invierno. Calgary es además la anfitriona de varios festivales anuales, como el Calgary Stampede, el Festival de Música Folk de Calgary, el Festival Lilac, el GlobalFest y el segundo festival de cultura caribeña en importancia del país, el Carifest.
Calgary ha clasificado bastante alto en algunas encuestas sobre calidad de vida, como en la Mercer Quality of Living, encuesta que puso a Calgary en el puesto 25 en 2006 y en el número 32 en 2012. De forma más reciente, el informe para 2012 y 2013 de la Unidad de Inteligencia de The Economist señaló que Calgary junto con la ciudad australiana de Adelaida empataron por el quinto lugar como el mejor sitio del mundo para vivir. Además, el estudio «Mejores lugares para vivir en Canadá en 2013» realizado por Money Senses, ubica a Calgary como la ciudad número uno a nivel general. La ciudad también fue calificada como la más limpia del mundo en una encuesta realizada por la revista Forbes en 2007.

## Toponimia
Su nombre proviene del de una playa situada en la isla de Mull, en Escocia. Asimismo, el nombre oficial de la ciudad en gaélico escocés es Calgarraidh.

### Apodos
- «Cowtown» (ciudad vaquera);[9]
- «The Stampede City» (la ciudad de la Estampida);[10][11]
- «The Heart of The New West» (El corazón del Nuevo Oeste);[12]
- «Gateway to the Rockies» (La puerta de las Rocosas).[11]

## Historia

### Colonización

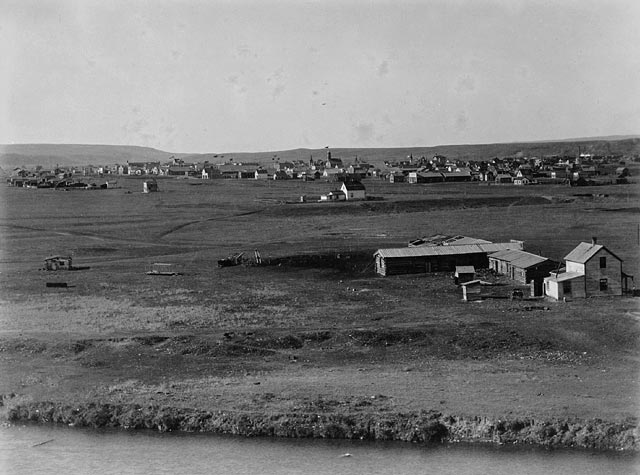
Vista de Calgary hacia 1885.

El área de Calgary fue habitada por miembros de la cultura pre-Clovis, cuya presencia se remonta a más de 11 000 años. Antes de la llegada de los europeos, el área fue habitada por pueblos originarios como los Pies negros, los Kainai, los Peigan y los Sarsi, pueblos que formaban parte de la Confederación de los Pies negros. En 1787, el cartógrafo David Thompson pasó el invierno con un grupo de indios peigan que acampaban a lo largo del río Bow; fue el primer europeo que visitó el lugar. En 1873, John Glenn se convierte en el primer europeo en instalarse en la región.
El sitio se convirtió en un puesto de la Policía Montada del Noroeste (hoy la Real Policía Montada de Canadá). El establecimiento de la Policía Montada tenía por tarea proteger las llanuras del oeste de los vendedores de whisky procedentes de Estados Unidos. Llamada originalmente Fort Brisebois, por el oficial Éphrem-A. Brisebois de la Policía Montada, la ciudad fue rebautizada como Fort Calgary en 1876, a causa del cuestionable comportamiento de Brisebois. Pero fue el coronel James Macleod quien da a la ciudad el nombre de una playa de la isla de Mull, en Escocia (Cala-ghearraidh, Playa del pasto).
En 1883 llega a Calgary la Canadian Pacific Railway. El gobierno canadiense, que buscaba poblar la región central del país, hasta entonces escasamente poblada, ofreció terrenos gratis a personas y familias que lo deseasen. Esto atrajo inmigrantes de Estados Unidos y, en menor escala, escoceses e irlandeses. Varios trabajadores chinos, que conformaban buena parte de la fuerza de trabajo que estaba construyendo la vía férrea, también se instalaron en el asentamiento, y Calgary comenzó a convertirse en un importante centro comercial y agrícola. Hoy en día, la sede oficial de la Canadian Pacific Railway todavía se encuentra en la ciudad.
Calgary obtiene oficialmente el estatuto de municipio en 1884 y elige a su primer alcalde, George Murdoch. En 1894, Calgary se convirtió en la primera ciudad de lo que entonces eran los Territorios del Noroeste.

### El «boom» petrolífero

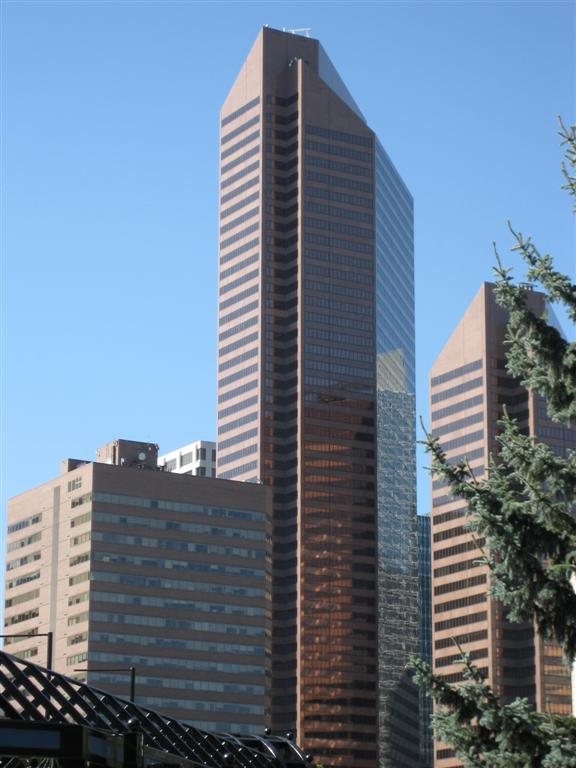
El Suncor Energy Centre, antiguamente conocido como Petro‑Canada Centre.

En 1902 se descubrió petróleo en Alberta, pero solo en 1947 la industria petrolífera comienza a adquirir una importancia significativa, cuando se descubren importantes reservas; consecuentemente, Calgary se transformó en el centro de un «boom» petrolífero. Su economía creció cuando los precios del petróleo se incrementaron tras el embargo petrolero árabe de 1973. La población aumentó en 272 000 habitantes en los dieciocho años que van de 1971 (403 000) a 1989 (675 000), y en otros 335 000 habitantes en los dieciocho siguientes (hasta llegar a 992 000 en 2006). El centro de la ciudad, dominado hasta entonces por edificios de pocos pisos, comienza a poblarse de rascacielos, una tendencia que continúa hoy.
La economía de Calgary estaba tan vinculada a la industria petrolera que la expansión de la ciudad llega a su cumbre justo cuando el precio del petróleo también llega a su récord en 1981. El posterior descenso del precio del petróleo y la introducción del Programa Energético Nacional por el gobierno liberal federal de Pierre Elliott Trudeau son las razones que da la industria petrolera del hundimiento de la industria, y en consecuencia, de la economía de la ciudad. El Programa Energético Nacional es abolido a mediados de los años 1980 por el gobierno conservador de Brian Mulroney; sin embargo, los relativamente bajos precios del petróleo impidieron un restablecimiento completo de la economía local hasta los años 1990.

### Historia contemporánea

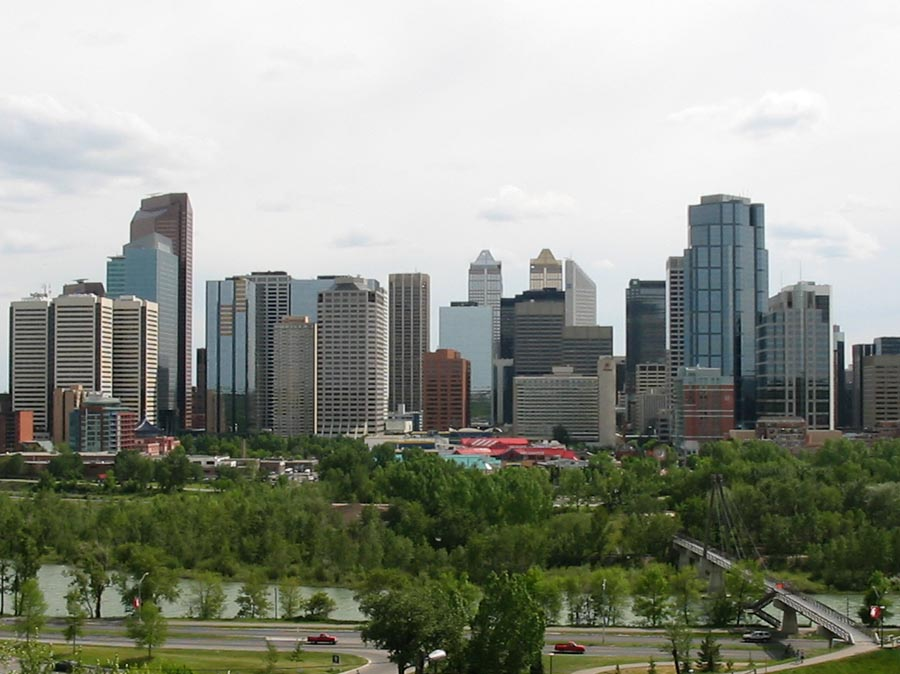
El centro financiero de Calgary en 2003.

Dado que el sector energético es responsable de la mayor parte de los empleos de Calgary, las consecuencias de la recesión de los años 1980 fueron enormes. La tasa de desempleo se disparó. Hacia el final de la década, no obstante, la economía comenzó a dar indicios de recuperación. La ciudad se dio cuenta de que no podía ser dependiente de la industria petrolífera y del gas y por ello, en términos económicos y culturales, se ha diversificado desde entonces. El período de recesión marca la transición de Calgary de una ciudad mediana a un centro urbano cosmopolita y diversificado. Este culmina en febrero de 1988, cuando la ciudad acoge los XV Juegos Olímpicos de Invierno. El éxito de estos Juegos anuncia la entrada de Calgary en la escena mundial en lo referente a eventos políticos, económicos y deportivos.
La economía de Calgary y de Alberta hoy están en pleno desarrollo, y la región, que cuenta con cerca de 1,1 millones de personas, está experimentando una expansión demográfica de las más rápidas del país. La industria del gas y del petróleo acapara la mayor parte de la economía, pero también se ha invertido mucho en otros sectores. El turismo es una de las actividades económicas que más desarrollo está conociendo: cerca de cinco millones de personas visitan al año la ciudad, atraídas por sus numerosos festivales y otras atracciones, como la Calgary Stampede. Las ciudades turísticas de Banff, Lake Louise y Canmore, situadas muy cerca de las Montañas Rocosas, se han popularizado mucho entre los turistas y ello trae consigo beneficios económicos para Calgary. Otros sectores de importancia comprenden la industria ligera, la alta tecnología, el cine, el transporte y los servicios. La ciudad cuenta con uno de los niveles de vida más altos del mundo: fue clasificada en los puestos 25 en 2006, 24 en 2007 y 25 en 2008 como mejor ciudad para residir.
Calgary también fue considerada como la ciudad más limpia del mundo en una encuesta realizada por la revista Forbes en 2007.

#### Problemática urbana

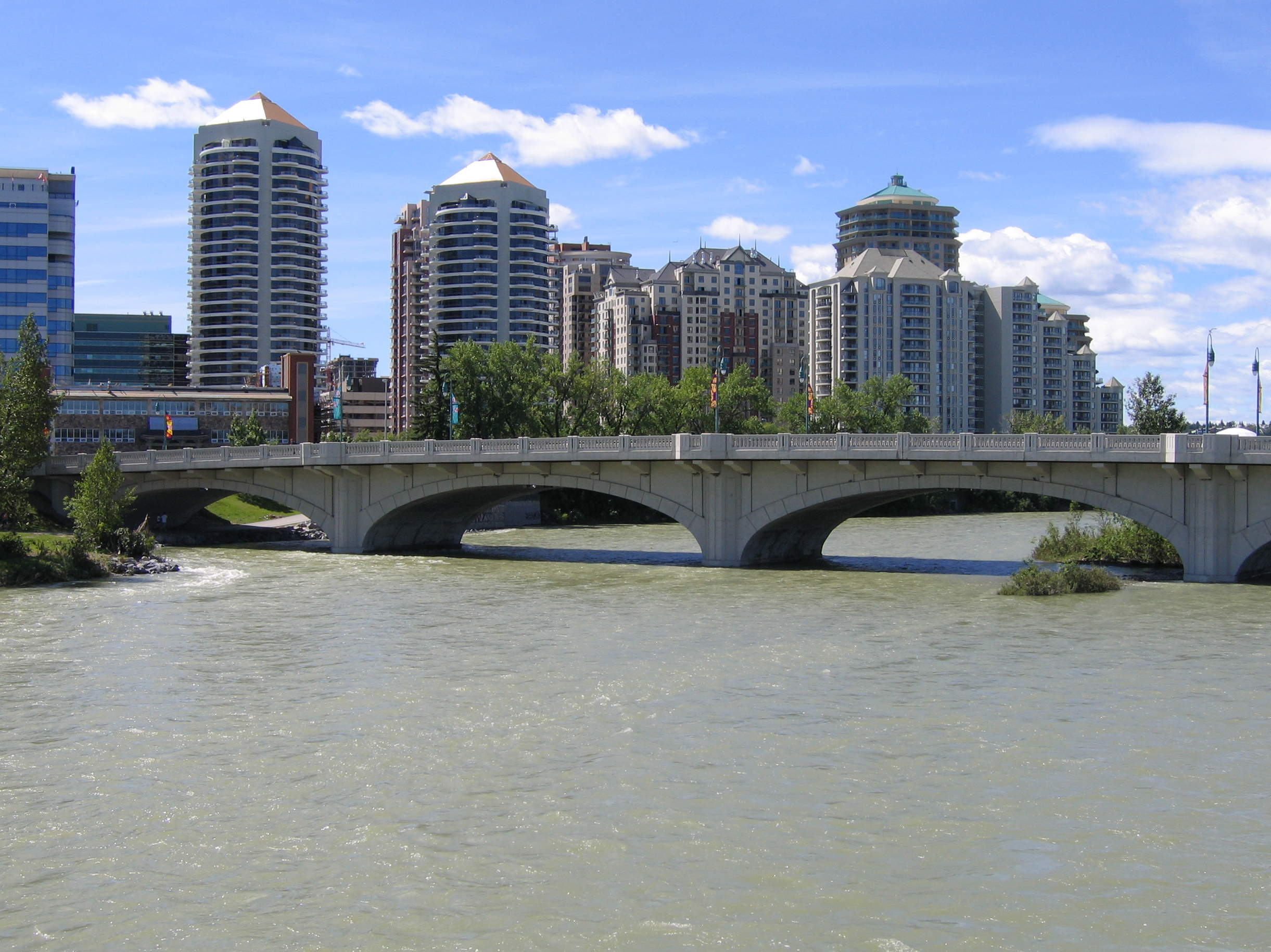
Condominios en el centro del West End, Calgary.

El auge económico y el rápido crecimiento experimentado recientemente en Calgary ha dado lugar a problemas tales como la expansión urbana y un retraso en la infraestructura. Sin barreras geográficas para su crecimiento, excepto el territorio de la Primera Nación Sarsi, la ciudad ha visto sus suburbios extenderse cada vez más lejos a un ritmo acelerado. Esto ha dado lugar a dificultades en el suministro de la infraestructura de transporte necesaria para la población de Calgary.
Con la remodelación de la línea de circunvalación y el centro de East Village, en primera línea, se están realizando esfuerzos para aumentar considerablemente la densidad del centro de la ciudad, pero esto no ha impedido el ritmo de expansión. En 2003, la población combinada de los barrios del centro (corazón del centro comercial, el centro de East Village, el centro de West End, Eau Claire, y el Barrio Chino) fue de poco más de 12 600. Además, la línea de circunvalación hacia el sur de la ciudad tenía una población de 17 200, para un total de alrededor de 30 000.
Debido al crecimiento de la ciudad, las fronteras al suroeste se han extendido hasta volverse adyacentes a la reserva indígena de los Sarsi. Recientes desarrollos residenciales en el alejado suroeste de la ciudad han creado la demanda de la creación de una vía principal hacia el interior de la ciudad, pero debido a complicaciones en las negociaciones con la tribu Tsuu T'ina, la construcción aún no ha comenzado.
Como en la mayoría de las grandes ciudades, hay muchas cuestiones socioeconómicas, incluyendo la falta de viviendas. De acuerdo a la ciudad de Calgary, «A partir de 1992 con el primer Conteo Bienal de las Personas sin Hogar, la ciudad ha centrado sus esfuerzos de investigación sobre temas como la pobreza y la vivienda. Una estrategia de vivienda asequible se preparó en 2002, que aboga por un mayor entendimiento de la necesidad de vivienda en Calgary. El Comité Calgary para poner fin a Personas sin Hogar se formó en 2007, compuesto por representantes del gobierno, así como líderes empresariales y comunitarios. El resultado fue el Plan 10 años para poner fin a la falta de viviendas, que fue lanzado en 2008 y está siendo ejecutado por la Calgary Homeless Foundation».
A pesar de que Calgary y Alberta han sido tradicionalmente lugares asequibles para vivir, un crecimiento sustancial (en gran parte debido al sector próspero de la energía) ha llevado a una creciente demanda de los bienes raíces. Como resultado, los precios de las viviendas en Calgary han aumentado considerablemente en los últimos años, pero se han estancado durante la última mitad de 2007 y en 2008. En noviembre de 2006, Calgary se convirtió en la ciudad más cara de Canadá para espacio de oficinas comerciales ubicadas en el centro, y la segunda ciudad más cara (tras Vancouver) para los bienes raíces residenciales. El costo de vida e inflación es ahora el más alto del país, las cifras recientes muestran que la inflación llegaba al seis por ciento en abril de 2007.

##### Criminalidad
Aunque la ciudad tiene una tasa de criminalidad relativamente baja en comparación con otras ciudades de América del Norte, las pandillas y la delincuencia relacionada con las drogas han aumentado junto con el reciente crecimiento de la economía. En 2009, 62 agentes de policía adicionales fueron desplegados como patrullas a pie en el centro de la ciudad.
En marzo de 2008, el Ayuntamiento aprobó un proyecto piloto para la puesta a prueba de cámaras de vigilancia de circuito cerrado. Un total de dieciséis cámaras de circuito cerrado iban a ser instaladas en tres lugares del centro. Asimismo, iban a ser desplegadas en el East Village y a lo largo de la avenida comercial Stephen. El proyecto se inició a principios de 2009, el cual está principalmente dirigido por la «Animal & Bylaw Services» (en español, la Dirección de servicios de reglamentos municipales y animales de Calgary).

#### Inundaciones de 2013

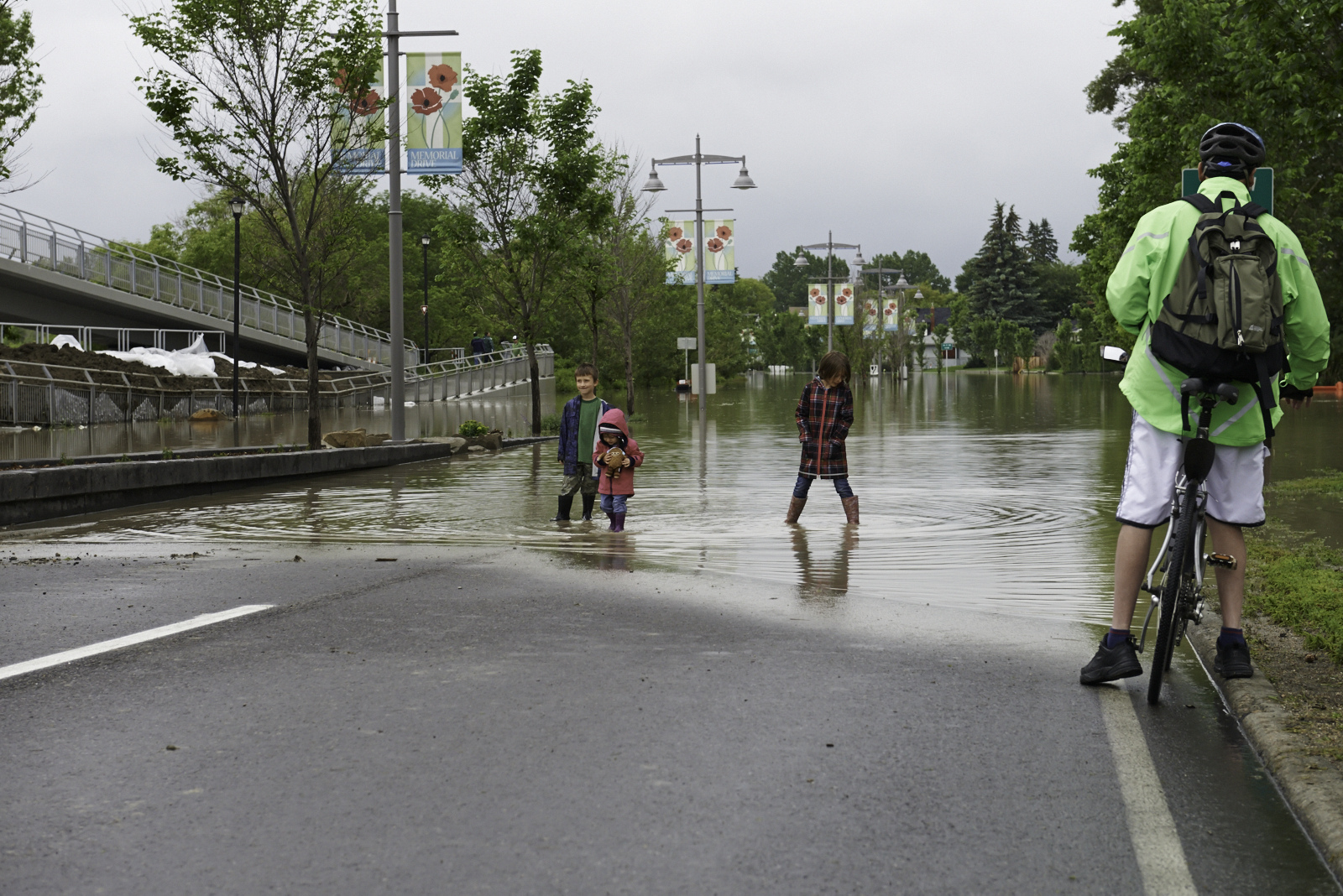
Inundación en Calgary el 21 de junio de 2013.

La ciudad de Calgary fue afectada por importantes inundaciones en 2013. Las inundaciones fueron el resultado de un sistema de alta presión atmosférica en el norte de Alberta que bloqueó el paso a una zona de baja presión en el sur. Este bloqueo de circulación sumado a los vientos del este, aumentaron la humedad sobre las laderas de las Montañas Rocosas, causando fuertes precipitaciones en la provincia. Así, en varias zonas de Alberta, las precipitaciones alcanzaron los 100 milímetros de lluvia en menos de dos días, principalmente al oeste y suroeste de Calgary. La lluvia saturó rápidamente el suelo, lo que, en conjunción con la escarpada cuenca en las montañas, se tradujo en un aumento rápido en el tamaño y el flujo de varios ríos. Ante esto, el 21 de junio, decenas de miles de personas recibieron la orden de evacuar sus hogares luego del aumento del nivel de los ríos Bow y Elbow.
Como consecuencia, la mayor parte del centro de Calgary fue inundado, quedándose además sin electricidad durante los siguientes días, mientras que las escuelas de la CBE (Comisión de educación de Calgary - por sus siglas en inglés), permanecían cerradas al menos hasta el 27 de junio. Como afectados directos, se registraron al menos 3 decesos, 75 000 residentes damnificados en 26 barrios  (algunas fuentes notificaron hasta 100 000 desplazados ) y 350 000 trabajadores del centro de Calgary a quienes se les pidió no acercarse al área afectada. Por su parte el gobierno provincial manifestó que esta era la peor inundación de Alberta en toda su historia.

## Geografía

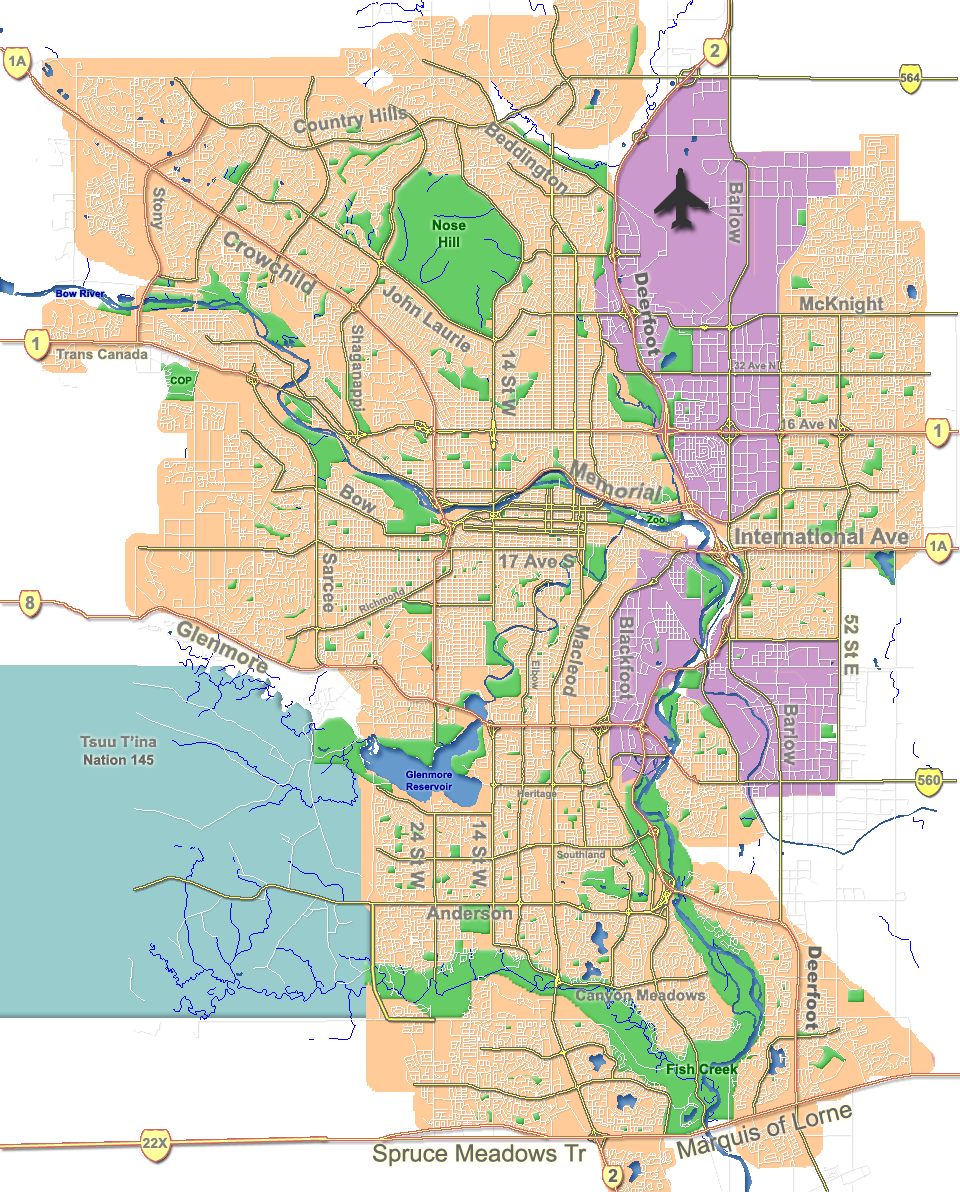
Plano de Calgary

Calgary se sitúa entre los pies de las Montañas Rocosas y las praderas canadienses y es, por tanto, una zona montañosa. El territorio de la ciudad en sí cubre una superficie de 820.62 km².

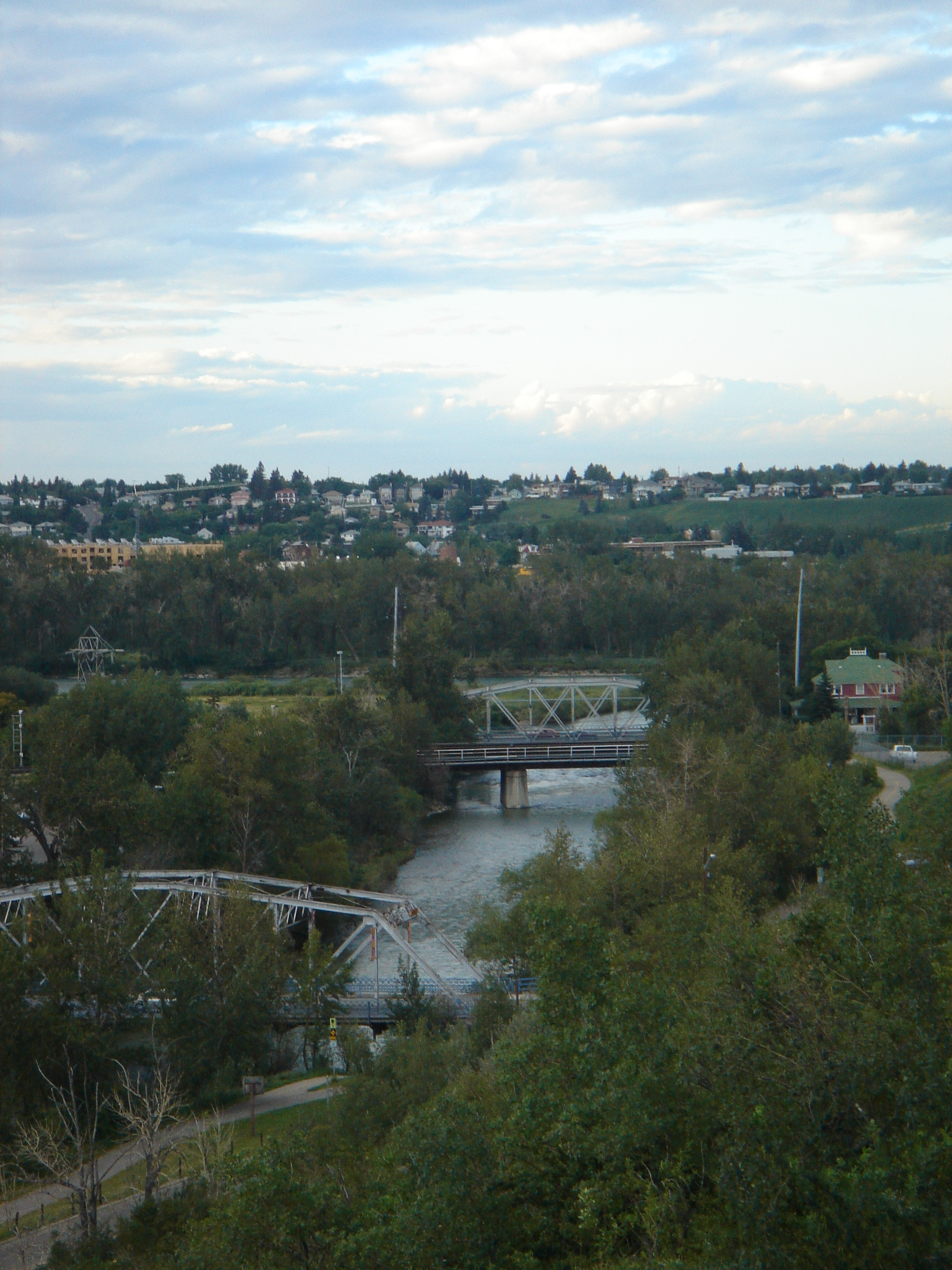
El río Elbow

Dos ríos importantes atraviesan la ciudad. El río Bow es el mayor y fluye del oeste hacia el sur. El río Elbow fluye hacia el norte desde el sur, hasta desembocar en el Bow cerca del centro de la ciudad. Puesto que el clima de la región es por lo general seco, la vegetación densa solo crece de forma natural a orillas de los ríos y en el Parque Provincial Fish Creek, el mayor parque urbano de Canadá.
El área física de la ciudad consiste en un centro bastante poblado rodeado de zonas residenciales de menor densidad. Al contrario que otras ciudades con una superficie metropolitana importante, la mayoría de los suburbios de Calgary están incluidos en la ciudad propiamente dicha, a excepción de las ciudades de Airdrie al norte, Cochrane al noroeste, Strathmore al este, y el distrito de Springbank al oeste. Aunque técnicamente no está comprendida en la aglomeración de Calgary, el municipio de Okotoks solo está a unos pocos kilómetros de Calgary y se le considera un suburbio.
A causa de la rápida expansión de la ciudad, su límite suroeste ahora es adyacente con la reserva india de los Tsuu T'ina. La reciente construcción de barrios residenciales en el suroeste de la ciudad ha puesto de relieve la necesidad de construir una carretera que se comunique con el interior de la ciudad, pero a causa de discrepancias en las negociaciones con los Tsuu T'ina, la construcción de tal carretera no ha empezado todavía.

### Geografía urbana

#### Barrios

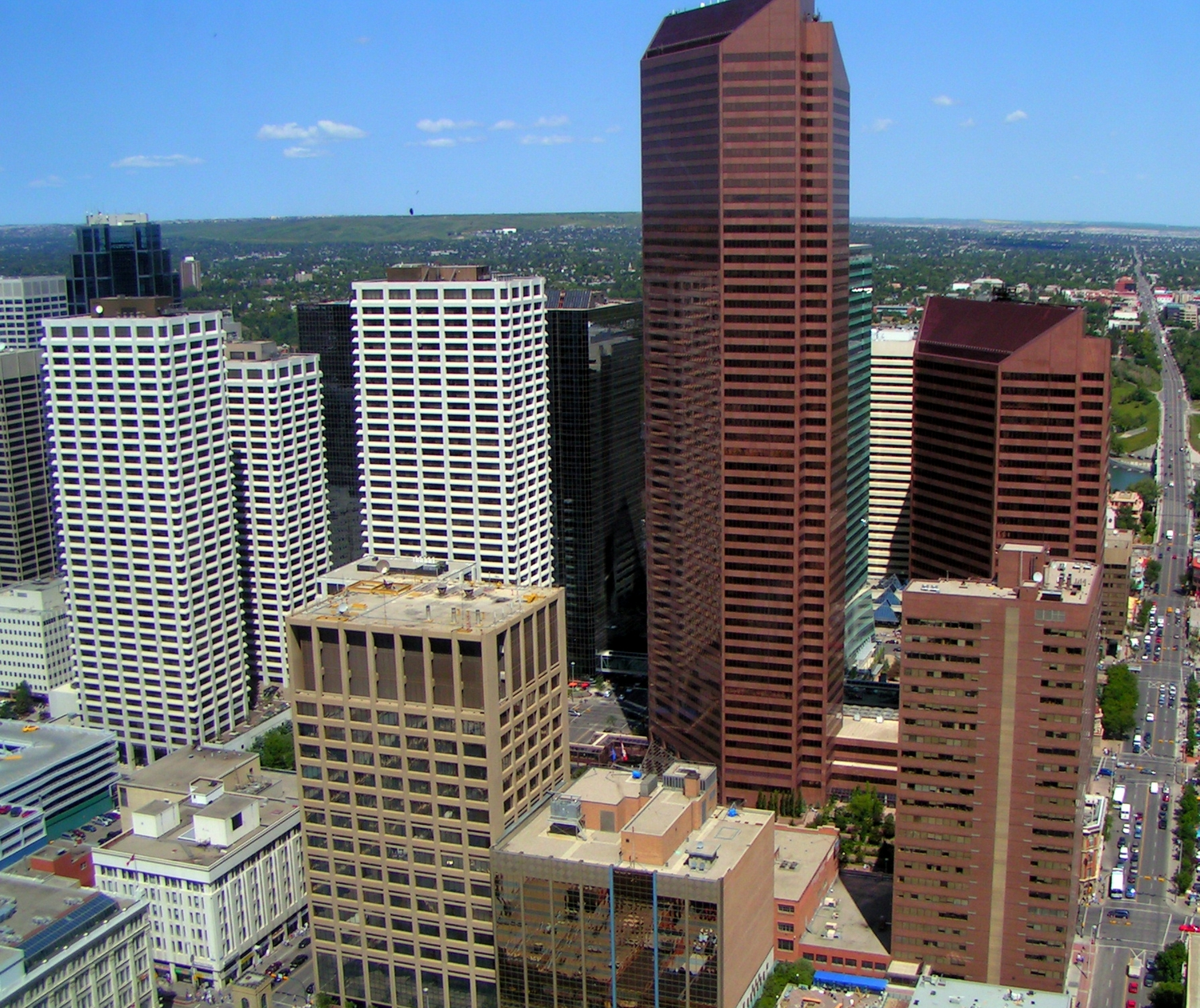
El centro financiero de Calgary visto desde la Calgary Tower

El centro de la ciudad está formado por cinco barrios: Eau Claire (incluyendo al Distrito Festivo), el Downtown West End, el Downtown Commercial Core, Chinatown, y el Downtown East Village. El núcleo comercial está a su vez dividido en distritos incluyendo el núcleo de venta al por menor en Stephen Avenue, el Entertainment District, el Arts District y el Government District. Distinto al centro y al sur de la novena avenida se encuentra el barrio más denso de Calgary, el Beltline. El área incluye un número de comunidades como el centro, Victoria Crossing y una porción del Distrito Rivers. El Beltline es el centro de las grandes iniciativas de urbanismo y rejuvenecimiento por parte del gobierno municipal  para aumentar la densidad y vitalidad del centro de Calgary.
Los primeros barrios urbanos son extrarradiales o directamente contiguos al centro de la ciudad. Entre estos se encuentran Crescent Heights, Sunnyside, Hounsfield Heights/Briar Hill, Hillhurst, Kensington, Bridgeland, Renfrew, Mount Royal, Mission e Inglewood.
Estos barrios están, a su vez, rodeados por barrios relativamente densos y establecidos como Rosedale, North Haven y Mount Pleasant al norte; Bowness, Parkdale y Westgate al oeste; Park Hill, South Calgary (que incluye Marda Loop), Bankview, Altadore y Killarney al sur; y Forest Lawn/International Avenue al este.
Más alejados de estos y normalmente separados unos de otros por carreteras, están las comunidades suburbanas, a menudo caracterizadas como "barrios dormitorio". La mayor cantidad de expansión suburbana está sucediendo en la parte sur profunda de la ciudad con también gran crecimiento en el eje noroeste. En total, hay más de 180 barrios distintos dentro de los límites de la ciudad.

### Clima

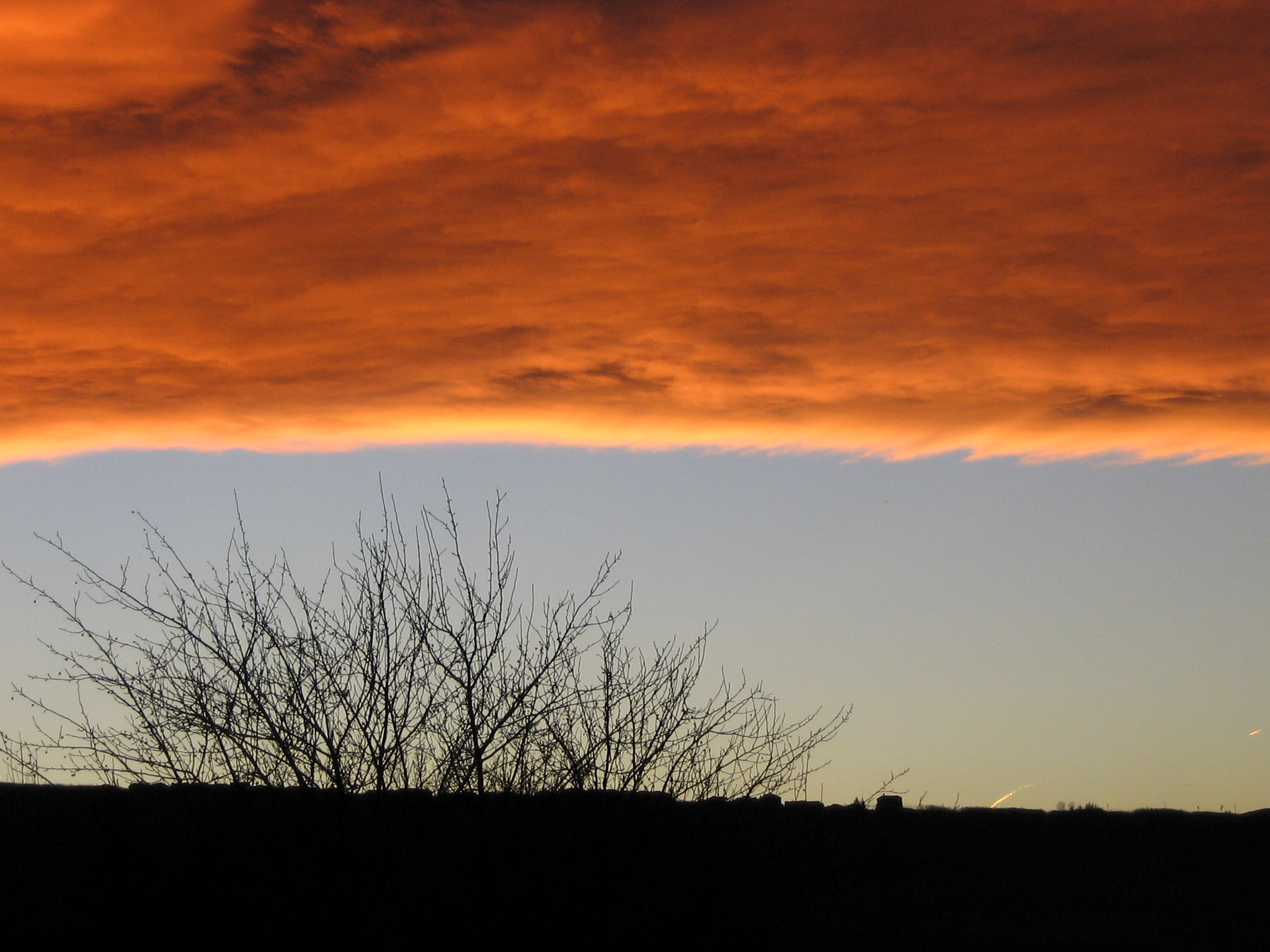
Arco Chinook.

Calgary goza de un clima continental (Clasificación climática de Köppen Dfb, USDA Zona de rusticidad de plantas 3a), con inviernos largos y secos pero variables y veranos cortos y cálidos. El clima está muy influido por la elevación de la ciudad y la proximidad de las Montañas Rocosas. Aunque los fríos inviernos de Calgary pueden ser muy incómodos, desde el océano Pacífico soplan regularmente vientos cálidos y secos llamados "chinook" durante los meses invernales, dando a los habitantes de la ciudad una tregua al frío. En ocasiones, estos vientos han hecho subir la temperatura más de 15 °C, y pueden durar varios días. Los vientos chinook surgen de forma asidua en los inviernos de Calgary, solo un mes (enero de 1950) no ha registrado deshielo en más de 100 años de observaciones meteorológicas. Más de la mitad de los días de invierno tienen una temperatura máxima superior a 0 °C. En ocasiones, la temperatura invernal puede ascender a más de 20 °C.
Calgary es una ciudad de extremos, y las temperaturas pueden variar entre un récord mínimo de -45 °C en 1893 a un máximo de 36 °C en 1919. Aunque es un hecho poco común, se han registrado temperaturas diurnas en verano por encima de 30 °C aproximadamente cuatro días al año. La temperatura cae a -30 °C por término medio unos cinco días al año; sin embargo, los períodos de frío extremo no suelen durar mucho tiempo. Según Environment Canada, la temperatura media en Calgary varía entre una media de -10 °C en enero a 17 °C en julio.
Como consecuencia de la elevada altitud de Calgary, las tardes de verano pueden ser más bien frías; la mínima media en verano es de 8 °C y puede haber heladas todo el año. Se han dado casos de nevadas incluso en julio y en agosto. Con una humedad relativa media del 55 % en invierno y del 45 % en verano, Calgary tiene un clima semiárido típico de otras ciudades de las Grandes Llanuras del Oeste y de las Praderas Canadienses. Al contrario que otras ciudades situadas más al este, como Toronto, Montreal, o incluso Winnipeg, la humedad no es casi nunca un factor en el transcurso del verano en Calgary.
La ciudad es una de las más soleadas en Canadá, con una media de 2405 horas de sol al año. Calgary recibe una media de 413 mm de precipitaciones, de las cuales 301 mm de son de lluvia y el resto de nieve. La mayor parte de las precipitaciones caen de mayo a agosto, y el mes de junio es el que, de media, registra las lluvias más fuertes. En junio de 2005, cayeron en Calgary 248 mm de precipitaciones, lo que lo convierte en el mes más lluvioso de la historia de la ciudad. Las sequías no son infrecuentes y pueden tener lugar en cualquier época del año.
En Calgary hay de media más de 20 días de tormenta al año, la mayoría de ellas en verano. La ciudad se sitúa en el borde del llamado "corredor del granizo de Alberta" y en ocasiones sufre fuertes granizadas que causan numerosos daños. Una de ellas, ocurrida en septiembre de 1991, fue una de las catástrofes naturales más destructoras de la historia de Canadá.
Estaciones
- Primavera: de mediados de marzo a mayo.
- Verano: de junio a agosto.
- Otoño: de septiembre a noviembre.
- Invierno: de noviembre a mediados de marzo.

| Parámetros climáticos promedio de Aeropuerto Internacional de Calgary (1981-2010) | Parámetros climáticos promedio de Aeropuerto Internacional de Calgary (1981-2010) | Parámetros climáticos promedio de Aeropuerto Internacional de Calgary (1981-2010) | Parámetros climáticos promedio de Aeropuerto Internacional de Calgary (1981-2010) | Parámetros climáticos promedio de Aeropuerto Internacional de Calgary (1981-2010) | Parámetros climáticos promedio de Aeropuerto Internacional de Calgary (1981-2010) | Parámetros climáticos promedio de Aeropuerto Internacional de Calgary (1981-2010) | Parámetros climáticos promedio de Aeropuerto Internacional de Calgary (1981-2010) | Parámetros climáticos promedio de Aeropuerto Internacional de Calgary (1981-2010) | Parámetros climáticos promedio de Aeropuerto Internacional de Calgary (1981-2010) | Parámetros climáticos promedio de Aeropuerto Internacional de Calgary (1981-2010) | Parámetros climáticos promedio de Aeropuerto Internacional de Calgary (1981-2010) | Parámetros climáticos promedio de Aeropuerto Internacional de Calgary (1981-2010) | Parámetros climáticos promedio de Aeropuerto Internacional de Calgary (1981-2010) |
| Mes                                                                               | Ene.                                                                              | Feb.                                                                              | Mar.                                                                              | Abr.                                                                              | May.                                                                              | Jun.                                                                              | Jul.                                                                              | Ago.                                                                              | Sep.                                                                              | Oct.                                                                              | Nov.                                                                              | Dic.                                                                              | Anual                                                                             |
| --------------------------------------------------------------------------------- | --------------------------------------------------------------------------------- | --------------------------------------------------------------------------------- | --------------------------------------------------------------------------------- | --------------------------------------------------------------------------------- | --------------------------------------------------------------------------------- | --------------------------------------------------------------------------------- | --------------------------------------------------------------------------------- | --------------------------------------------------------------------------------- | --------------------------------------------------------------------------------- | --------------------------------------------------------------------------------- | --------------------------------------------------------------------------------- | --------------------------------------------------------------------------------- | --------------------------------------------------------------------------------- |
| Temp. máx. abs. (°C)                                                              | 17.6                                                                              | 22.6                                                                              | 25.4                                                                              | 29.4                                                                              | 32.4                                                                              | 36.3                                                                              | 36.3                                                                              | 36.7                                                                              | 33.3                                                                              | 29.4                                                                              | 23.1                                                                              | 19.5                                                                              | 36.7                                                                              |
| Temp. máx. media (°C)                                                             | -0.9                                                                              | 0.7                                                                               | 4.4                                                                               | 11.2                                                                              | 16.3                                                                              | 19.8                                                                              | 23.2                                                                              | 22.8                                                                              | 17.8                                                                              | 11.7                                                                              | 3.4                                                                               | -0.8                                                                              | 10.8                                                                              |
| Temp. media (°C)                                                                  | -7.1                                                                              | -5.4                                                                              | -1.6                                                                              | 4.6                                                                               | 9.7                                                                               | 13.7                                                                              | 16.5                                                                              | 15.8                                                                              | 11.0                                                                              | 5.2                                                                               | -2.4                                                                              | -6.8                                                                              | 4.4                                                                               |
| Temp. mín. media (°C)                                                             | -13.2                                                                             | -11.4                                                                             | -7.5                                                                              | -2.0                                                                              | 3.1                                                                               | 7.5                                                                               | 9.8                                                                               | 8.8                                                                               | 4.1                                                                               | -1.4                                                                              | -8.2                                                                              | -12.8                                                                             | -1.9                                                                              |
| Temp. mín. abs. (°C)                                                              | -44.4                                                                             | -45.0                                                                             | -37.2                                                                             | -30.0                                                                             | -16.7                                                                             | -3.3                                                                              | -0.6                                                                              | -3.2                                                                              | -13.3                                                                             | -25.7                                                                             | -35.0                                                                             | -42.8                                                                             | -45.0                                                                             |
| Precipitación total (mm)                                                          | 9.4                                                                               | 9.4                                                                               | 17.8                                                                              | 25.2                                                                              | 56.8                                                                              | 94.0                                                                              | 65.5                                                                              | 57.0                                                                              | 45.1                                                                              | 15.3                                                                              | 13.1                                                                              | 10.2                                                                              | 418.8                                                                             |
| Lluvias (mm)                                                                      | 0.06                                                                              | 0.09                                                                              | 2.2                                                                               | 10.8                                                                              | 46.1                                                                              | 93.9                                                                              | 65.5                                                                              | 57.0                                                                              | 41.7                                                                              | 7.5                                                                               | 1.5                                                                               | 0.28                                                                              | 326.4                                                                             |
| Nevadas (cm)                                                                      | 15.3                                                                              | 14.5                                                                              | 22.7                                                                              | 18.8                                                                              | 11.9                                                                              | 0.13                                                                              | 0.0                                                                               | 0.03                                                                              | 3.9                                                                               | 10.0                                                                              | 16.6                                                                              | 15.0                                                                              | 128.8                                                                             |
| Días de precipitaciones (≥ 0.2 mm)                                                | 7.3                                                                               | 6.8                                                                               | 9.2                                                                               | 9.0                                                                               | 11.2                                                                              | 13.8                                                                              | 13.0                                                                              | 10.6                                                                              | 9.1                                                                               | 7.2                                                                               | 7.6                                                                               | 6.9                                                                               | 111.8                                                                             |
| Días de lluvias (≥ 0.2 mm)                                                        | 0.27                                                                              | 0.20                                                                              | 1.3                                                                               | 4.1                                                                               | 10.1                                                                              | 13.8                                                                              | 13.0                                                                              | 10.5                                                                              | 8.7                                                                               | 4.2                                                                               | 1.4                                                                               | 0.40                                                                              | 67.9                                                                              |
| Días de nevadas (≥ 0.2 cm)                                                        | 7.7                                                                               | 7.4                                                                               | 9.5                                                                               | 6.4                                                                               | 2.6                                                                               | 0.07                                                                              | 0.0                                                                               | 0.10                                                                              | 1.3                                                                               | 4.1                                                                               | 7.4                                                                               | 7.7                                                                               | 54.2                                                                              |
| Horas de sol                                                                      | 119.5                                                                             | 144.6                                                                             | 177.2                                                                             | 220.2                                                                             | 249.4                                                                             | 269.9                                                                             | 314.1                                                                             | 284.0                                                                             | 207.0                                                                             | 175.4                                                                             | 121.1                                                                             | 114.0                                                                             | 2396.3                                                                            |
| Humedad relativa (%)                                                              | 54.5                                                                              | 53.2                                                                              | 50.3                                                                              | 40.7                                                                              | 43.5                                                                              | 48.6                                                                              | 46.8                                                                              | 44.6                                                                              | 44.3                                                                              | 44.3                                                                              | 54.0                                                                              | 55.3                                                                              | 48.3                                                                              |
| [cita requerida]                                                                  |                                                                                   |                                                                                   |                                                                                   |                                                                                   |                                                                                   |                                                                                   |                                                                                   |                                                                                   |                                                                                   |                                                                                   |                                                                                   |                                                                                   |                                                                                   |

## Demografía
El censo de 2021 registró un total de 1 306 784 personas residiendo en la ciudad de Calgary, un incremento del 5.5 % comparado con el censo de 2016. Hay un total de 531 062 viviendas privadas, de las cuales 502 301 están ocupadas por residentes permanentes. La densidad de población es de 1592.4 hab/km². La edad promedio es de 38.8.
Hay 648 835 hombres y 657 950 mujeres. Los niños menores de cinco años conforman el 5.65 % de la población (73 840). El 13.58 % de los residentes de Calgary tienen 65 años o más.
Desde el censo de 2006 la población de Calgary que dice tener procedencia canadiense no es mayoritaria. En efecto, la población que dice tener orígenes ingleses o escoceses supera a la población que dice tener orígenes canadienses. Con respecto al censo de 2001, los habitantes de Calgary con orígenes franceses se ha incrementado, mientras que aquellos con procedencia ucraniana ha disminuido.

#### Minorías visibles
La mayoría de los residentes de Calgary declara tener ascendencia europea. Este grupo representaba el 79 % de la población (688 465 personas) en 2001 y el 77.77 % en 2006 (832 405), lo cual indica un crecimiento poblacional más importante de los grupos de ciudadanos identificados como minorías visibles. Dentro de los grupos de minorías visibles, el gobierno canadiense identifica principalmente a los pueblos autóctonos norteamericanos y a varios grupos de inmigrantes. Así, el 2,48 % (26 575 personas) de la población era amerindia, lo que incluye pueblos de las primeras naciones (10 875 personas), métis o mestizos (14 770 personas) e inuits (250 personas). En cuanto al grupo de inmigrantes, estaba compuesto por chinos (66 375; 6,2 %), asiáticos del sur (57 700; 5,39 %), filipinos (25 565; 2,39 %), afrocanadienses (21 060; 1,97 %) y latinoamericanos (13 410; 1,25 %), entre muchos otros. Estas cifras muestran que los diferentes grupos étnicos tuvieron un crecimiento proporcional mayor que el del resto de la población de la ciudad; de hecho, en 2006 23,6 % de la población de la ciudad había nacido en el extranjero, lo que representa un porcentaje mayor al 20,9 % registrado en los censos de 1996 y 2001.
Según la página de Latinos en Calgary, la mayoría de los canadienses de origen latino son católicos. En 2001, el 64 % de la comunidad latinoamericana en Canadá informó de que eran católicos, mientras que el 16 % pertenecía a una denominación protestante tradicional. Al mismo tiempo, son relativamente pocos los latinoamericanos que no tienen alguna afiliación religiosa. Ese año, el 12 % dijo no tener ninguna afiliación religiosa, frente al 17 % de la población total.
Los datos parciales, pero más recientes del censo de 2011, mostraron que Calgary, junto a Winnipeg, eran las ciudades de las praderas canadienses que más inmigrantes recibieron entre 2006 y 2011 (6,1 % del total de inmigrantes de Canadá se establecieron en Calgary), lo que la convierte en la cuarta ciudad de preferencia de los extranjeros, después de Toronto, Montreal y Vancouver. Este censo mostró igualmente que se ha iniciado un importante desplazamiento de población hacia las praderas canadienses y principalmente hacia Calgary y Winnipeg.
Finalmente, las previsiones demográficas muestran que la población de Calgary nacida en el extranjero debería pasar del 23,6 % en 2006 al 30 % en 2031, mientras que las minorías visibles deberían pasar del 22 % al 38 % en el mismo periodo de tiempo.

## Gobierno y política
Calgary es vista como una ciudad conservadora, dominada por conservadores sociales y conservadores fiscales tradicionales. Esta perspectiva es contrapuesta por la imagen de un centro de oficinas corporativas, con un alto porcentaje de la fuerza laboral siendo empleada en trabajos de "cuello blanco" (oficinistas). La alta concentración de petróleo y la corporación de gas llevaron al surgimiento del Partido Conservador Progresista de Peter Lougheed en 1971. Durante la década de los 90, el ámbito político de la ciudad fue dominado por el partido reformista, de extracción derechista. No obstante, conforme Calgary ha crecido, sus políticos son cada vez más diversos, tendientes a la izquierda.
El Partido Verde de Canadá también ha hecho incursiones en Calgary, ejemplificados por los resultados de la elección federal de 2011, donde alcanzaron el 7,7 % de los votos en toda la ciudad, que van desde el 4,7 % en el noreste de Calgary a 13,1 % en el distrito electoral del centro-norte de Calgary. La derechista «Alianza Alberta» se volvió activa en las elecciones generales de Alberta de 2004 e hizo campaña por las reformas fiscal y socialmente conservadoras. Sin embargo, la Alianza Alberta y su sucesor, la «Alianza Wildrose», no lograron hacer avances en la elección provincial 2008.
Sin embargo, como la población de Calgary ha aumentado, también lo ha hecho la diversidad de su política. Esta cultura política izquierdista alternativa obtuvo mucha atención durante el Congreso Mundial del Petróleo en el año 2000, y tras las protestas por la reunión del Grupo de los Ocho. Las protestas más grandes en la historia de la ciudad comenzaron en el 2003, en respuesta a la Guerra en Irak. La ciudad tiene grupos de organizaciones conocidas, así como un grupo anticapitalista.

### Políticas municipales

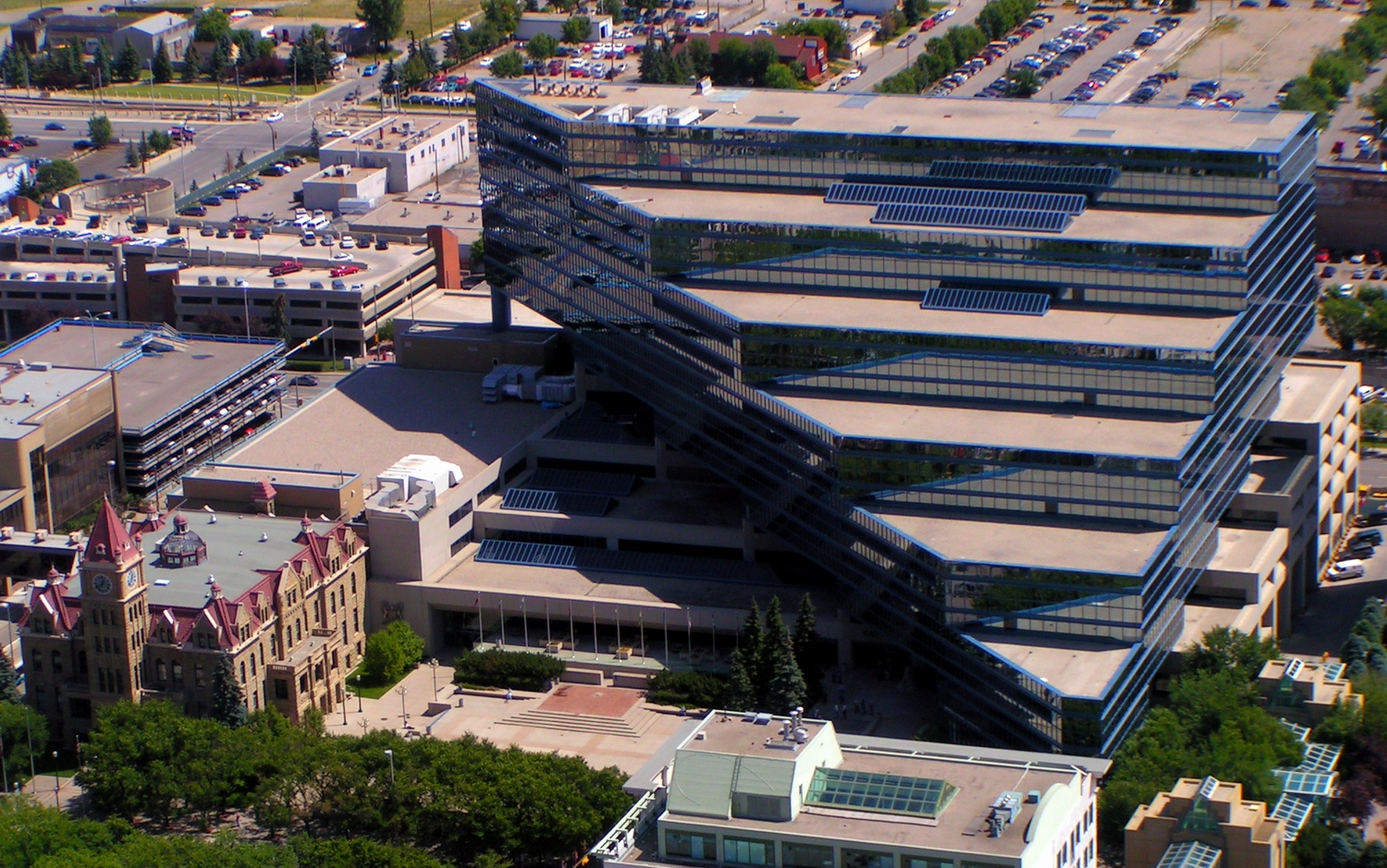
La nueva (a la derecha) y la antigua (a la izquierda) Alcaldía de Calgary.

Calgary se rige por la ley orgánica del Acta de Gobierno Municipal de Alberta de 1995. Los habitantes de Calgary eligen 14 concejales (hasta 2013 llamados regidores) y un alcalde para el Consejo de la Ciudad de Calgary cada cuatro años. Jyoti Gondek es alcaldesa desde el 25 de octubre de 2021.
Dos consejos escolares funcionan de forma independiente en Calgary, uno público y el otro particular. Ambos consejos tienen 7 síndicos electos cada uno representando 2 de los 14 distritos electorales. Los consejos escolares son considerados como parte de la política municipal en Calgary, ya que son elegidos al mismo tiempo que el Concejo Municipal.

### Políticas provinciales
Calgary está representada por veinticinco legisladores provinciales, entre ellos veinte conservadores progresistas, tres liberales y dos miembros del Partido Wildrose. Por exactamente catorce años (desde el 14 de diciembre de 1992 al 14 de diciembre de 2006), el primer ministro provincial y líder del Partido conservador progresista de Alberta, Ralph Klein, ocupó el puesto de la sede Calgary-Elbow. Klein fue elegido miembro de la Asamblea Legislativa de Alberta en 1989 y renunció el 20 de septiembre de 2006. Fue sucedido como primer ministro provincial y líder del Partido Conservador Progresista por Ed Stelmach, diputado de Fort Saskatchewan-Vegreville. Después de este cambio de liderazgo, Calgary vio su liderazgo y representación en asuntos provinciales reducido aún más ya que su representación en el gabinete provincial se redujo de ocho a tres  con un solo legislador de Calgary, Greg Melchin, conservando un asiento en el gabinete. En junio de 2007, el viejo distrito de Ralph Klein, un asiento del Partido PC obtenido desde que asumió el cargo en 1971 pasó al Liberal de Alberta Craig Cheffins durante una elección parcial. En el período previo a las elecciones generales de 2008, los expertos predijeron pérdidas significativas para Tory en el bastión tradicional que muchos sentían que se estaba dando por sentado y se ignoró.
Las elecciones generales de Alberta de 2008 vieron a los liberales aumentar su conteo de asientos en la ciudad de uno a cinco. Si bien los resultados en Calgary no eran particularmente sorprendentes dadas las quejas especialmente en el centro de Calgary con la administración de Stelmach, el hecho de que pasaron frente a las ganancias significativas de PC de las que eran en Edmonton. Los liberales se redujeron a nueve escaños en general, es decir, por primera vez en la historia, la mayoría de su grupo político representó circunscripciones en Calgary.

### Políticas federales
Calgary es representado a nivel federal por ocho diputados y en la actualidad todos son miembros del Partido Conservador de Canadá. El actual Partido Conservador y los partidos que le han precedido han mantenido tradicionalmente la mayoría de los escaños federales de la ciudad. El distrito federal electoral de Calgary Southwest es representado por el actual primer ministro canadiense y líder del Partido Conservador Stephen Harper. Casualmente, el mismo asiento estuvo en manos de Preston Manning -líder del Partido Reformista de Canadá y líder de la oposición oficial de Canadá entre 1997 y 2000. De los 22 primeros ministros de Canadá, dos han representado un distrito de Calgary, mientras ejercían como primer ministro: Stephen Harper y Richard Bedford Bennett entre 1930 y 1935. Se destaca igualmente a Joe Clark, quien también representó un distrito electoral de la ciudad -el distrito del centro de Calgary- antes de llegar a ser primer ministro y líder del Partido Conservador Progresista de Canadá.

## Economía

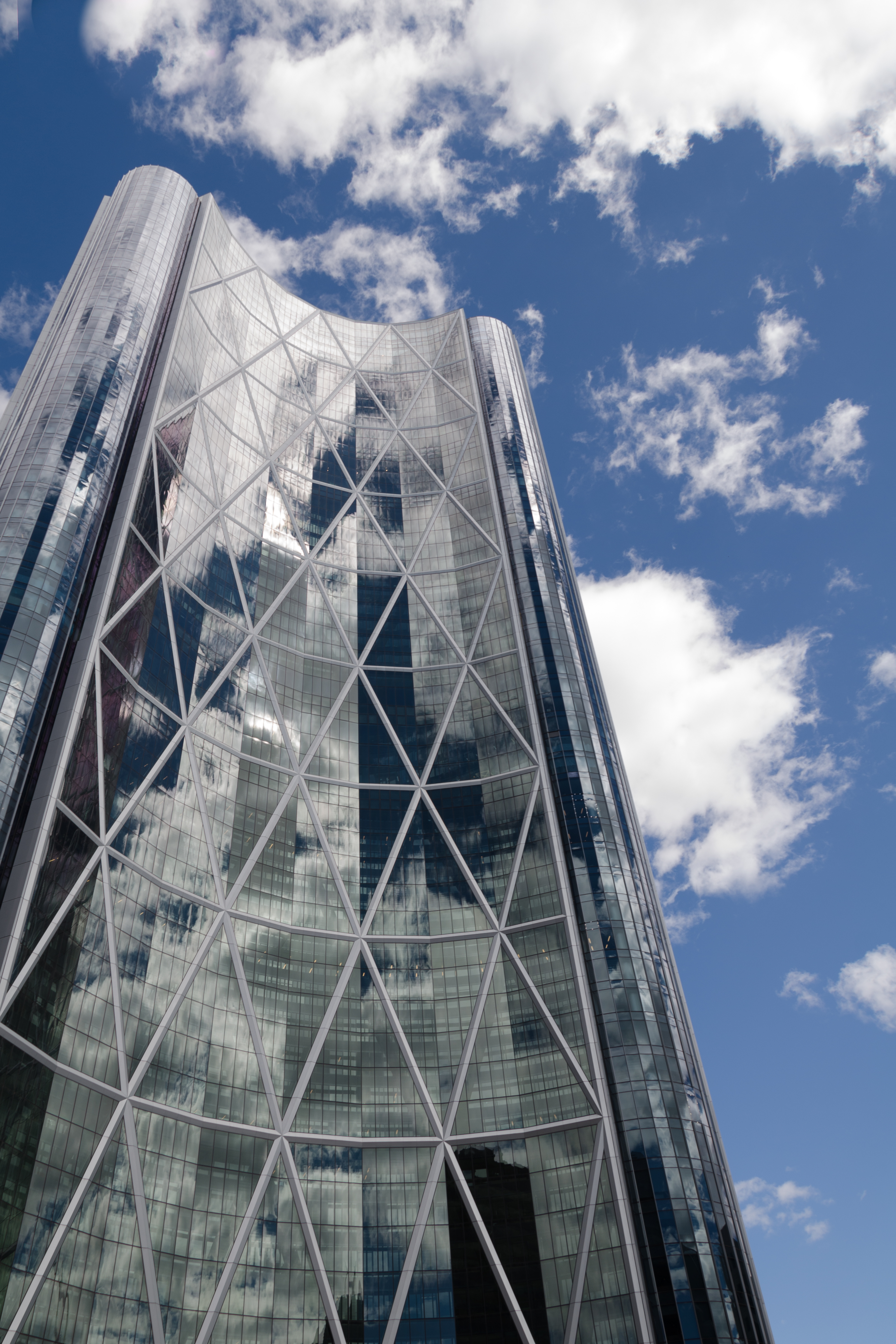
The Bow, el edificio más alto de Calgary y a su vez sede de EnCana.

Calgary es reconocida como líder canadiense en la industria de petróleo y gas, así como por ser un líder en la expansión económica. Su alta renta per cápita, bajo nivel de desempleo y el alto PIB per cápita  se han beneficiado del aumento de las ventas y los precios debido a un auge de recursos, y el aumento de la diversificación económica. Debido a estas ventajas, Calgary ha sido designada como una ciudad global por la Globalization and World Cities Research Network. Además, Calgary fue una de las 200 mejores ciudades del mundo, por la Brookings Institution, que tenía una gran economía local para el año 2011. La ciudad ocupó el primer lugar a nivel nacional, y 51° en el mundo, en ese aspecto. Además, Calgary fue votada como la tercera ciudad en calidad de vida entre las ciudades de América del Norte mediante la emisión 2011-2012 de American Cities of the Future.
Los beneficios de Calgary de un mercado de trabajo relativamente fuerte en Alberta, es parte del Corredor Calgary-Edmonton, una de las regiones de más rápido crecimiento en el país. Es la sede de muchas de las principales compañías relacionadas con el petróleo y el gas, y muchas empresas de servicios financieros han crecido en torno a ellos. Empresas pequeñas y niveles pequeños de autoempleo también se ubican entre los más altos en Canadá. También es un eje importante de distribución y centro de transporte con altas ventas al por menor.
La economía de Calgary está cada vez menos dominada por la industria de petróleo y gas, a pesar de que sigue siendo el factor que más contribuye al PIB de la ciudad. En 2006, el PIB real de Calgary (en dólares constantes de 1997) fue de C$ 52,386 mil millones, de los cuales el aceite, el gas y la minería contribuyeron con el 12 %. Las compañías de petróleo y gas más grandes son BP Canada, Canadian Natural Resources Limited, Cenovus Energy, Encana, Imperial Oil, Suncor Energy, Shell Canada, TransCanada y Nexen, convirtiendo a Calgary en sede del 87 % de los productores de petróleo y gas natural de Canadá y del 66 % de los productores de carbón.
A partir de 2010, la ciudad tenía una población activa de 618 000 personas (una tasa de participación de 74,6 %) y la tasa de desempleo de 7,0 %. En 2006, la tasa de desempleo era de las más bajas de las principales ciudades de Canadá con el 3,2 %, provocando una escasez tanto como de trabajadores calificados y no calificados.
En 2010 la industria «profesional, técnica y de gestión» representó más del 14 % del empleo y las áreas de «servicios de arquitectura, ingeniería y diseño» y los niveles de empleo de «gestión y servicios científico-técnicos» fueron muy superiores a los niveles de Canadá. A pesar de que el comercio emplea al 14,7 % de la fuerza de trabajo, su porcentaje de empleo total no es superior a la media canadiense. Los niveles de empleo en la construcción son a la vez muy altos, superiores a los promedios de Canadá, y han crecido un 16 % entre 2006 y 2010. Los Servicios de Salud y Bienestar Social, que representan 10 % del empleo, han crecido un 20 % en ese período.
El Desarrollo Económico Calgary "Top Employers Calgary (2006) enumera los principales empleadores como: los grandes empresarios industriales incluyen Nova Chemicals conduciendo esta categoría con 4900 empleados, mientras que otros con más de 2000 empleados incluyen Nexen, Canadian Pacific Railway, CNRL, Shell Canada y Dow Chemical Canada. Otros empleadores del sector privado incluyen Shaw Communications (7500 empleados), junto con Telus, Mark's Work Wearhouse, y Calgary Co-op. En el sector público, el mayor empleador es la Calgary Zone of the Alberta Health Services (22 000). La ciudad de Calgary (15 000), la Junta de Educación de Calgary y la Universidad de Calgary también son grandes empleadores.
Calgary es la sede de cada vez más oficinas centrales corporativas canadienses. Tiene la segunda mayor concentración de sedes en Canadá, solo por detrás de Toronto, y tiene la sede de empleo per cápita más alto en el país. Algunas grandes empresas con sede en Calgary incluyen Canada Safeway Limited, Westfair Foods Ltd., Suncor Energy, Agrium, Flint Energy Services Ltd., Shaw Communication y Canadian Pacific Railway. CPR trasladó su sede de Montreal en 1996 e Imperial Oil se trasladó de Toronto en 2005. La nueva sede corporativa de 58 pisos de EnCana, The Bow, se convirtió en el edificio más alto en Canadá fuera de Toronto. En 2001, la ciudad se convirtió en la sede corporativa de la TSX Venture Exchange.

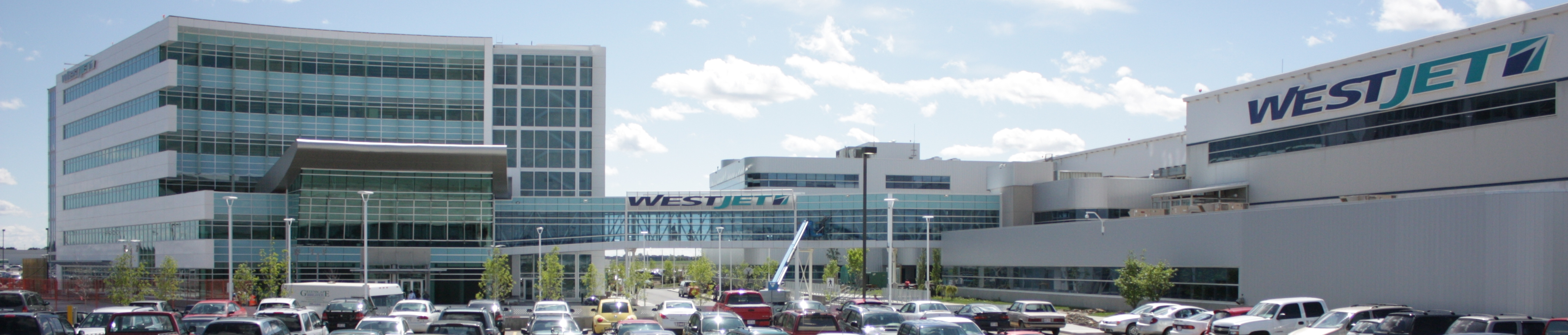
Sede de WestJet.

WestJet tiene su sede cerca del Aeropuerto Internacional de Calgary, y Enerjet tiene su sede en el recinto aeroportuario. Antes de su disolución, Canadian Airlines  y su filial postal de Air Canada también tenían su sede cerca del aeropuerto de la ciudad. Aunque la oficina principal se basa ahora en Yellowknife, Territorios del Noroeste, adquirida de Canadian Airlines en septiembre de 1998, siguen manteniendo las operaciones y oficinas chárter en Calgary.

## Infraestructuras

### Transportes

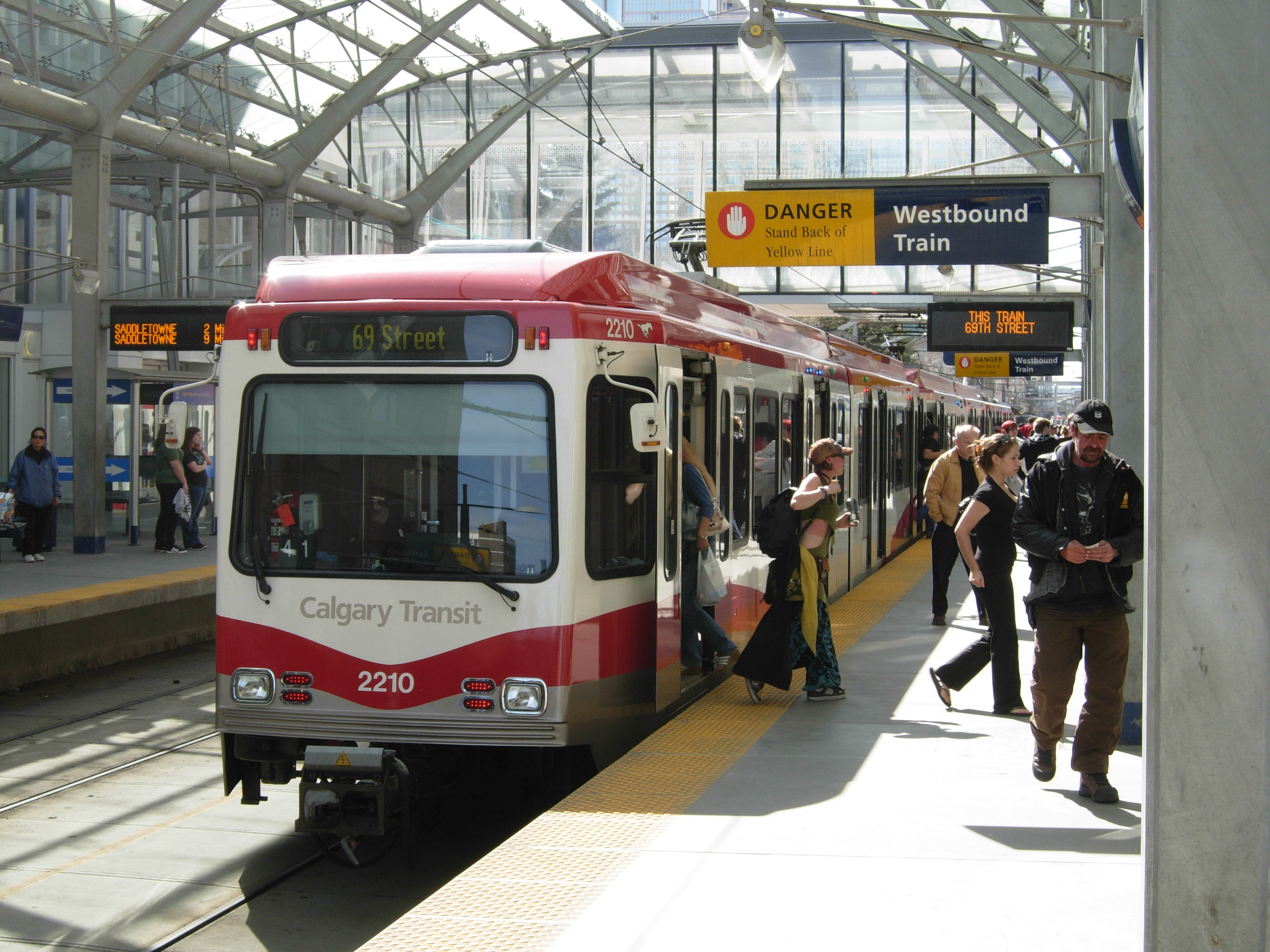
Tren LRT en la Estación City Hall ubicada en el centro de la ciudad.

La ciudad de Calgary cuenta con un sistema de transporte público integrado, administrado por Calgary Transit y está compuesto por un Tren Suburbano, llamado C-Train y líneas de autobuses.
El C-Train comprende dos rutas de trenes, una que conecta el noroeste de la Ciudad con el Sur y otra que conecta el Noreste de la Ciudad con el Centro. Los usuarios pueden recorrer las estaciones que se ubican en el centro de la ciudad gratuitamente.
Los horarios del transporte público están tabulados y se pueden obtener en las oficinas de Calgary Transit o bien en los autobuses.
El costo del viaje no depende de la longitud del mismo. Se pueden hacer transferencias desde el autobús al C-Train, o viceversa, sin costo adicional dentro de los 90 minutos después de haber comenzado el viaje.
Calgary también cuenta con sistemas especiales de transporte para personas con discapacidades. Estos autobuses están diseñados para acomodar sillas de ruedas y para llevar a las personas desde sus hogares hacia sus sitios de destino.
Los taxis son el sistema más caro, todas las compañías de taxis tienen las mismas tarifas de transporte
Cada taxi tiene un taxímetro para medir el tiempo y la distancia de cada viaje. El taxímetro muestra cuánto debe pagar al conductor. No hay rebajas en las tarifas de taxi. Puede esperarse una propina de cerca del 10 % pero no es forzosa.
Los taxis pueden encontrarse esperando en los aeropuertos, en los grandes edificios, en los hoteles, en las grandes tiendas por departamentos y en los hospitales. O también pueden solicitarse por teléfono.
Esta ciudad es servida por el Aeropuerto Internacional de Calgary (YYC), que se encuentra en el Noreste de la ciudad.

### Salud

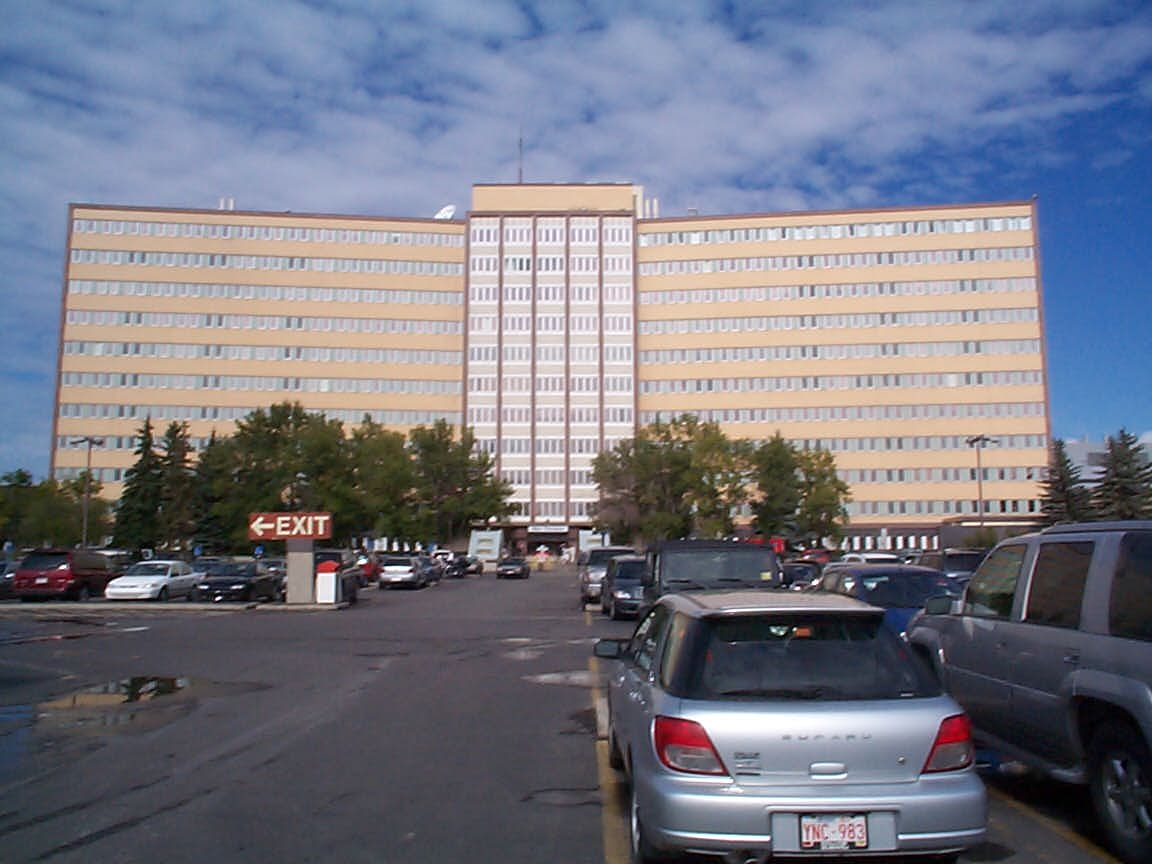
Vista del Foothills Medical Centre, el mayor centro hospitalario de Alberta

Calgary cuenta actualmente con cuatro hospitales importantes (el Foothills Medical Centre, el Rockyview General Hospital, el Peter Lougheed Centre y el South Health Campus) y un centro pediátrico mayor (el Alberta Children's Hospital). Los servicios de salud son supervisados por la Región de Salud de Calgary (Calgary Health Region). Los cuatro hospitales más grandes de Calgary tienen un total combinado de más de 2164 camas, y emplean a más de 11 500 personas.
Existe un servicio de helicóptero de evacuación médica que funciona bajo los auspicios de la Shock Trauma Air Rescue Society. Calgary también alberga el Tom Baker Cancer Centre, el Alberta Children's Hospital y el Grace Women's Health Centre, que proporcionan una variedad de cuidados médicos, además de centenares de clínicas médicas y odontológicas más pequeñas. El Centro Médico de la Universidad de Calgary (University of Calgary Medical Centre), en asociación con la Región de Salud de Calgary (Alberta Health Services), lleva a cabo diferentes investigaciones científicas en diversos temas: cáncer, artritis, problemas cardiovasculares, genética, etc.

## Educación

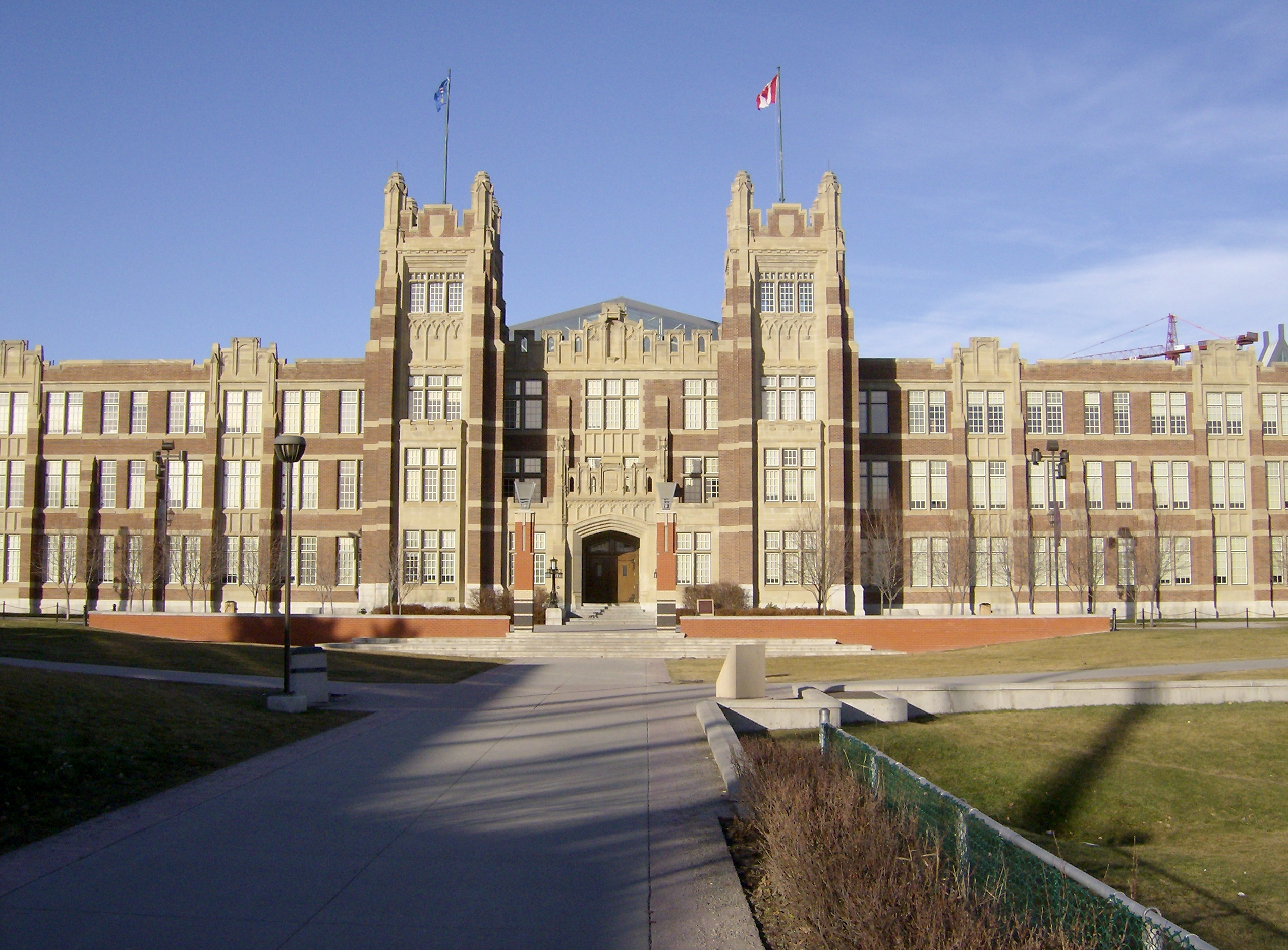
Politécnico SAIT.

### Secundaria
En el transcurso escolar 2011-2012, 100 632 estudiantes de secundaria se matricularon en 221 escuelas en el sistema escolar público de idioma inglés a cargo de la Junta de Educación de Calgary. Con otros estudiantes inscritos en el correspondiente CBe-learn y los programas de servicios de aprendizaje Chinook, la matrícula total del sistema escolar es de 104 182 estudiantes. Otros 43 000 estudiantes asisten en alrededor de 95 escuelas en la separada Junta de Educación en idioma inglés de la Escuela Católica de Calgary. La comunidad francófona, mucho más pequeña, tiene sus propias juntas de educación en francés (públicas y católicas), las cuales tienen sede en Calgary, pero no solo sirven a la ciudad, sino a un distrito regional más grande. También hay varias escuelas públicas en la ciudad. Calgary tiene una serie de escuelas únicas, incluyendo la primera escuela secundaria del país, diseñada exclusivamente para atletas olímpicos de calibre, la Escuela Nacional del Deporte. Calgary es también la sede de muchas escuelas privadas, incluyendo la Mountain View Academy, Rundle College, Rundle Academy, Clear Water Academy, Chinook Winds Adventist Academy, Webber Academy, Delta West Academy, Masters Academy, Calgary Islamic School, Menno Simons Christian School, West Island College y la Edge School.
Calgary albergaba también la que una vez fue la mayor escuela secundaria pública del oeste de Canadá, la Lord Beaverbrook High School, con 2241 estudiantes matriculados en el ciclo escolar 2005-2006. Actualmente la población estudiantil de Lord Beaverbrook es de 1812 estudiantes (septiembre de 2012) y varias otras escuelas son igual de grandes, como la Western Canada High School con 2035 estudiantes (2009) y Sir Winston Churchill High School, con 1983 estudiantes (2009).

### Terciaria y universitaria
Las instituciones de educación superior con sede en Calgary que son financiadas públicamente son la Universidad de Alberta de Arte y Diseño, Ambrose University College (asociada a la Iglesia del Nazareno), Bow Valley College, la Universidad de Mount Royal, el Politécnico SAIT, St. Mary's University College y la Universidad de Calgary. La Universidad de Athabasca (financiada públicamente), El Instituto de Tecnología del Norte de Alberta (NAIT), y la Universidad de Lethbridge  también tienen campus en Calgary.
La Universidad de Calgary es la principal universidad que otorga grandes facilidades de grado en la ciudad, y a causa de ello se matricularon 28 464 alumnos en 2011. La Universidad Mount Royal, con 13 000 estudiantes, otorga grados en varios campos. El Politécnico SAIT, con más de 14 000 estudiantes, ofrece educación politécnica y de aprendiz, la expedición de certificados, diplomas y títulos aplicados. La Universidad de Athabasca ofrece programas de educación a distancia.

## Cultura

### Vida urbana

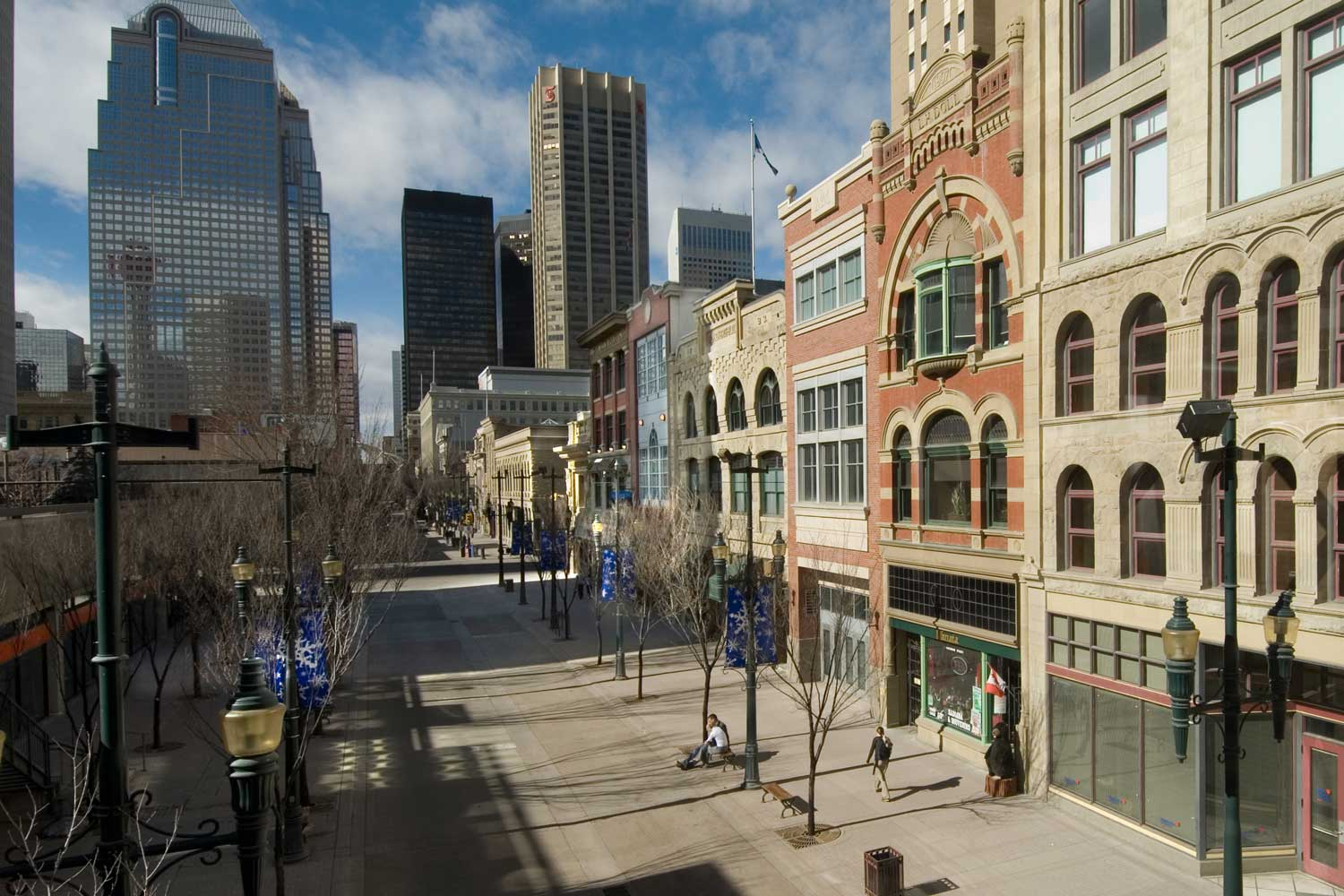
Los edificios históricos de Stephen Avenue.

La vida urbana de Calgary ha cambiado considerablemente desde que la ciudad comenzó a crecer rápidamente. Se ha convertido en una de las ciudades más diversas de Canadá. Hoy Calgary es una ciudad moderna y cosmopolita que todavía retiene muchas de sus señas de identidad en cuanto a cultura se refiere como bares western, pubs y clubs, fútbol y hockey sobre hielo. Calgary también se ha convertido en un importante centro para la música country en el país. Calgary es también es un gran escenario donde se pueden encontrar los estilos de música más variados, incluyendo metalcore, folk, pop, rock, punk, indie, blues, jazz, hip-hop, house y country.

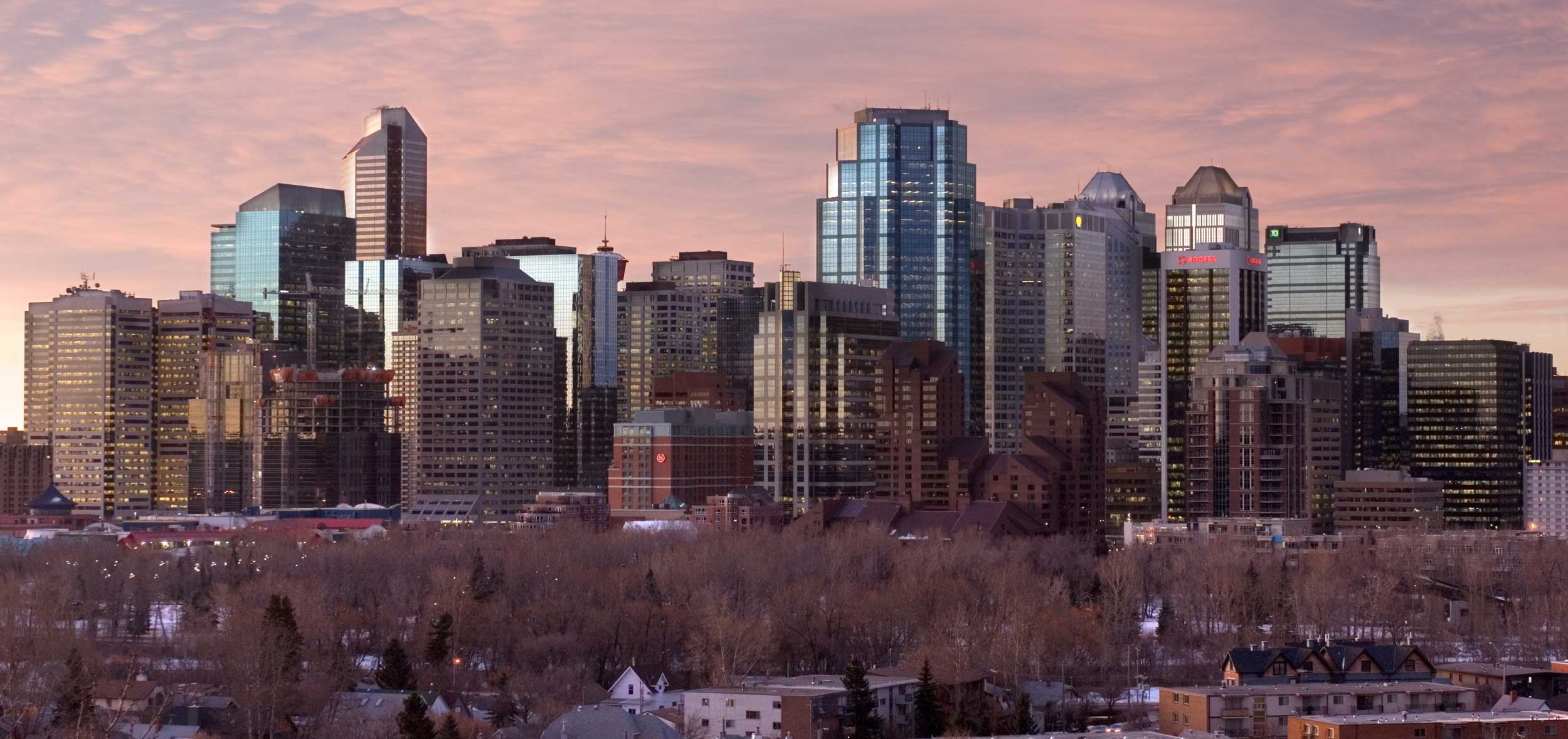
Vista de la ciudad.

Así como crece la densidad de población en Calgary, también ha aumentado la vitalidad de la zona. La vida nocturna y el desarrollo del arte también han evolucionado gracias a ello, y la población se reparte por todas la zonas urbanas de Calgary.
Siendo una ciudad étnicamente diversa, Calgary tiene un buen número de asentamientos y áreas multiculturales. Tiene uno de los Chinatowns más grandes de Canadá y un “Little Italy” en Bridgeland. La zona de Forest Lawn e International Avenue. En el distrito se localizan muchas tiendas y restaurantes de diversa procedencia étnica.

### Artes

#### Música
Calgary es la sede del Southern Alberta Jubilee Auditorium, un inmenso centro de artes y cultura. El edificio es gemelo de otro auditorio situado en Edmonton y es capaz de albergar a 2538 personas; fue inaugurado en 1957  y en él se han presentado centenas de musicales, obras de teatro y producciones locales. También es la sede del Ballet de Alberta, de la Ópera de Calgary y de las ceremonias anuales del Remembrance Day. Ambos auditorios abren 365 días al año, y están dirigidos por el gobierno provincial. Los edificios fueron renovados en 2005.
Un buen número de bandas tienen su base en Calgary, incluyendo la Calgary Round-Up Band, la Calgary Stetson Show Band y, las dos veces campeona mundial, Calgary Stampede Showband, así como bandas militares incluyendo la Band of HMCS Tecumseh, la Regimental Band of the King's Own Calgary Regiment, y el Regimental Pipes and Drums of The Calgary Highlanders.

#### Teatro y galerías
En Calgary se encuentran varias compañías de teatro. Calgary fue también el lugar de nacimiento de los juegos de teatro improvisado conocidos como Theatresports.

### Medios de comunicación
El Calgary Herald y el Calgary Sun son los principales periódicos de Calgary. Los canales de televisión Global, City tv, CTV y la CBC, y Telemundo tienen sus propios estudios en la ciudad.

### Bibliotecas y museos

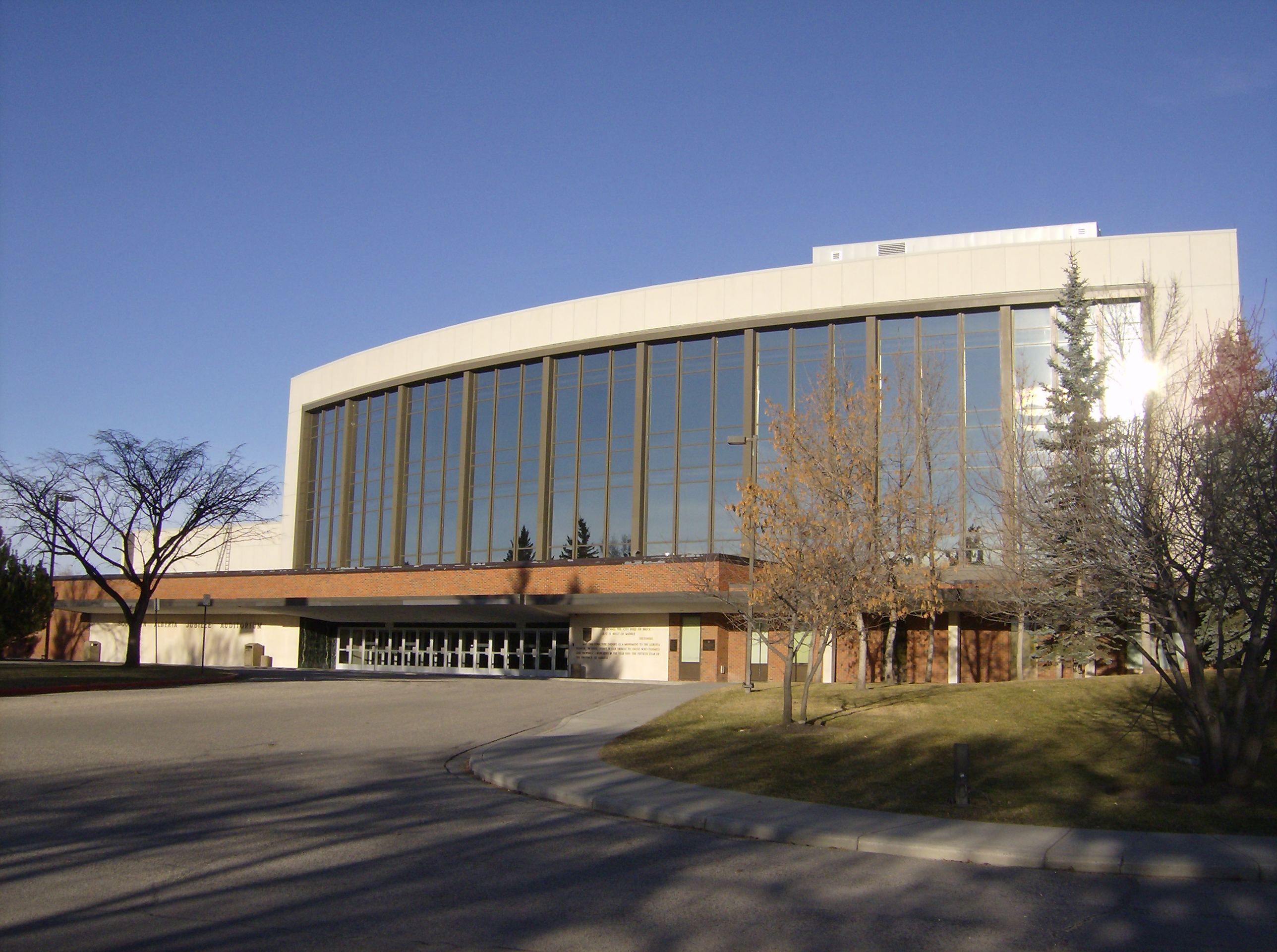
Southern Alberta Jubilee Auditorium

La Biblioteca Pública de Calgary es una red de bibliotecas públicas con 17 ramas en la ciudad, incluyendo a la Biblioteca Central.
La zona de Calgary también ha sido utilizada numerosas veces en el cine gracias a sus zonas naturales.
En la ciudad se pueden visitar varios museos. El Museo Glenbow es el mayor en el Oeste de Canadá e incluye una galería de arte. Otros museos son el Centro Cultural Chino, el Salón de la Fama Olímpico de Canadá (en el Parque Olímpico de Canadá), el Museo Militar de Calgary, el Museo musical de Calgary y el Museo Aeroespacial.

### Religión
Calgary tiene una diversidad religiosa importante. Las principales religiones que profesan los habitantes de Calgary son el protestantismo (35,19 % de la población) y el catolicismo (26,35 %), mientras que 25,19 % de la población dice no tener ninguna religión y 4,30 % siguen otras confesiones cristianas. Otras religiones minoritarias son: islamismo (2,75 %), budismo (1,76 %), sijismo (1,41 %) cristianismo ortodoxo (1,19 %), hinduismo (0,77 %) y judaísmo (0,69 %) entre otras.
En cuanto al credo católico, Calgary dependía, desde el siglo XIX, de la diócesis de Saint Albert. Parte de esta diócesis fue dividida en 1912 para crear la diócesis de Calgary cuya madre iglesia es la Catedral de Santa María. El catolicismo tradicionalista también está presente en Calgary, por ejemplo en la Iglesia de Saint-Denis (en el distrito de Shaganappi), iglesia que depende de la Hermandad Sacerdotal San Pío X.

### Festivales
En Calgary tienen lugar diferentes festivales y acontecimientos anuales u ocasionales. Entre ellos se destaca el Festival Internacional de Cine de Calgary, el Festival de Música Folk de Calgary, Festival de Comedia FunnyFest de Calgary, el Festival Griego de Calgary, el Carifest, el Wordfest Banff-Calgary International Writers Festival, el Festival Lilac, el GlobalFest, el Festival de Teatro Experimental de Calgary, el Summerstock, el Fiestaval, el Expo Latino, la Calgary Gay Pride, y muchos otros festivales culturales. Dentro de los eventos ocasionales se destaca el WorldSkills International, evento que Calgary organizó en 2009.
Pero el acontecimiento más importante para la ciudad de Calgary es la Calgary Stampede, que tiene lugar en julio. Es uno de los festivales más importantes de Canadá.

## Deportes y recreación

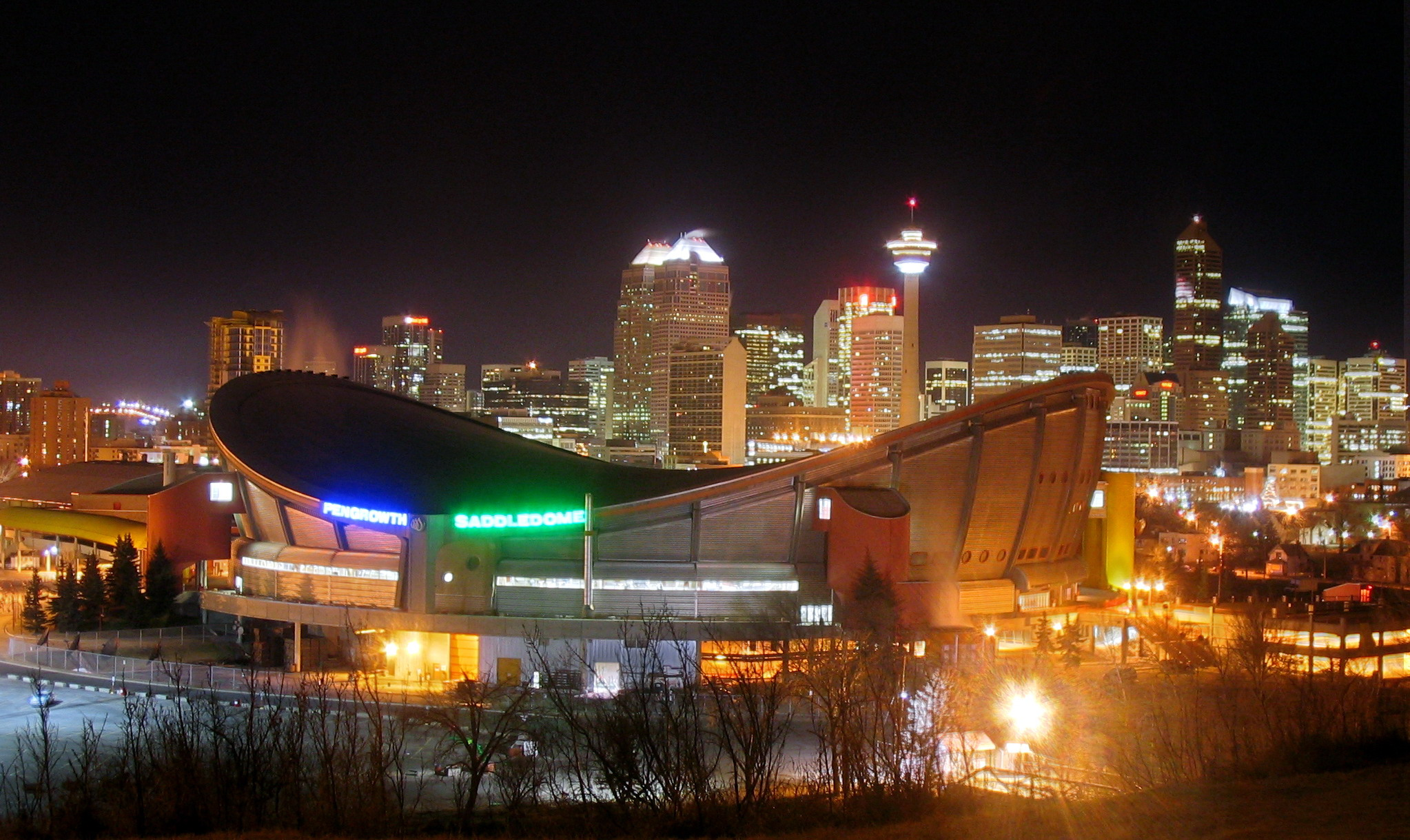
El pabellón polideportivo Scotiabank Saddledome por la noche.

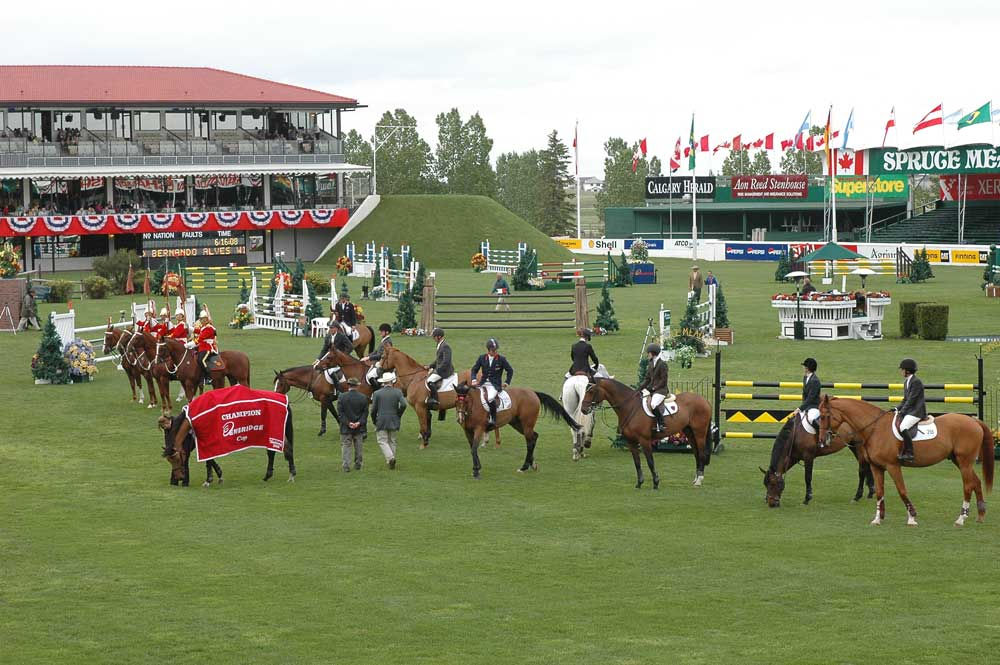
Ceremonia de Premiación de la Copa Enbridge, un elemento del Torneo Nacional Spruce Meadows de 2005.

En particular gracias a su proximidad con las Montañas Rocosas, Calgary ha sido un popular destino para la práctica de los deportes de invierno. Desde que se celebraran los Juegos Olímpicos de Invierno en 1988, la ciudad ha albergado importantes acontecimientos deportivos de diferentes disciplinas como snowboard, hockey sobre hielo, patinaje de velocidad, salto en esquí, esquí de fondo, etc.
En verano el Río Bow es un buen lugar para practicar la pesca con mosca. El golf también es una actividad extremadamente popular para los Calgarians y la región posee un gran número de campos.
La ciudad también tiene un amplio número de parques urbanos, incluyendo el Parque Provincial Fish Creek, Nose Hill Park, Bowness Park, Edworthy Park, el Inglewood Bird Sanctuary, Confederation Park, y Prince's Island Park. Nose Hill Park es el mayor parque municipal de Canadá. Conectando todos estos parques con la mayoría de barrios, se encuentra una de las redes de caminos más extensible de Norteamérica. El trazado se puede disfrutar caminando, montando en bicicleta, patinando, etc.
Calgary también es reconocida como la "capital mundial de la lucha libre profesional" por la gran cantidad de luchadores allí entrenados. El principal fundador de la tradición de la lucha libre en la ciudad fue Stu Hart, patriarca de una de las más importantes familias en la historia de ese negocio, incluyendo a los hijos de Stu, Bret Hart y Owen Hart, y a sus yernos Jim "The Anvil" Neidhart y Davey Boy Smith. La tercera generación de los Hart incluye a Teddy Hart, a David Hart Smith, y a Nattie Neidhart. Muchos otros luchadores fueron entrenados por los Hart en la ciudad, entre ellos Chris Benoit, Lance Storm, Edge, Chris Jericho, Justin Credible, TJ Wilson, o Brian Pillman.
Equipos Profesionales
Club
Liga
Estadio
Fundado en
Campeonatos

Calgary Flames
National Hockey League
Pengrowth Saddledome
1980*
```
1
```

```
Calgary Stampeders
```

Canadian Football League
McMahon Stadium
1945
```
6
```

```
Calgary Roughnecks
```

National Lacrosse League
Pengrowth Saddledome
2001
```
2
```

```
Calgary Vipers
```

North American Baseball League
Foothills Stadium
2005
```
1
```

```
Prairie Wolf Pack
```

Campeonato Canadiense de Rugby
Calgary Rugby Park
2009
```
0
```

```
Cavalry FC
```

Canadian Premier League
ATCO Field
2018
```
0
```

(*) Fundado como Atlanta Flames en 1972.
Equipos juveniles y amateurs
Club
Liga
Estadio
Fundado en
Campeonatos

Calgary Hitmen
Western Hockey League
Pengrowth Saddledome
1995
```
1
```

```
Calgary Canucks
```

Alberta Junior Hockey League
Max Bell Centre
1971
```
9
```

```
Calgary Royals
```

Alberta Junior Hockey League
Father David Bauer Olympic Arena
1990
```
1
```

```
Calgary Oval X-Treme
```

Western Women's Hockey League
Olympic Oval
1995
```
4
```

```
Calgary Mavericks
```

Rugby Canada Super League
Calgary Rugby Park
1998
```
1
```

Speed Skating Canada
Calgary Speed Skating Association
Olympic Oval
1990
>10
Calgary United FC
Canadian Major Indoor Soccer League
Stampede Corral
2007
0
| Predecesor: Sarajevo | Ciudad Olímpica 1988 | Sucesor: Albertville |

## Turismo y atracciones

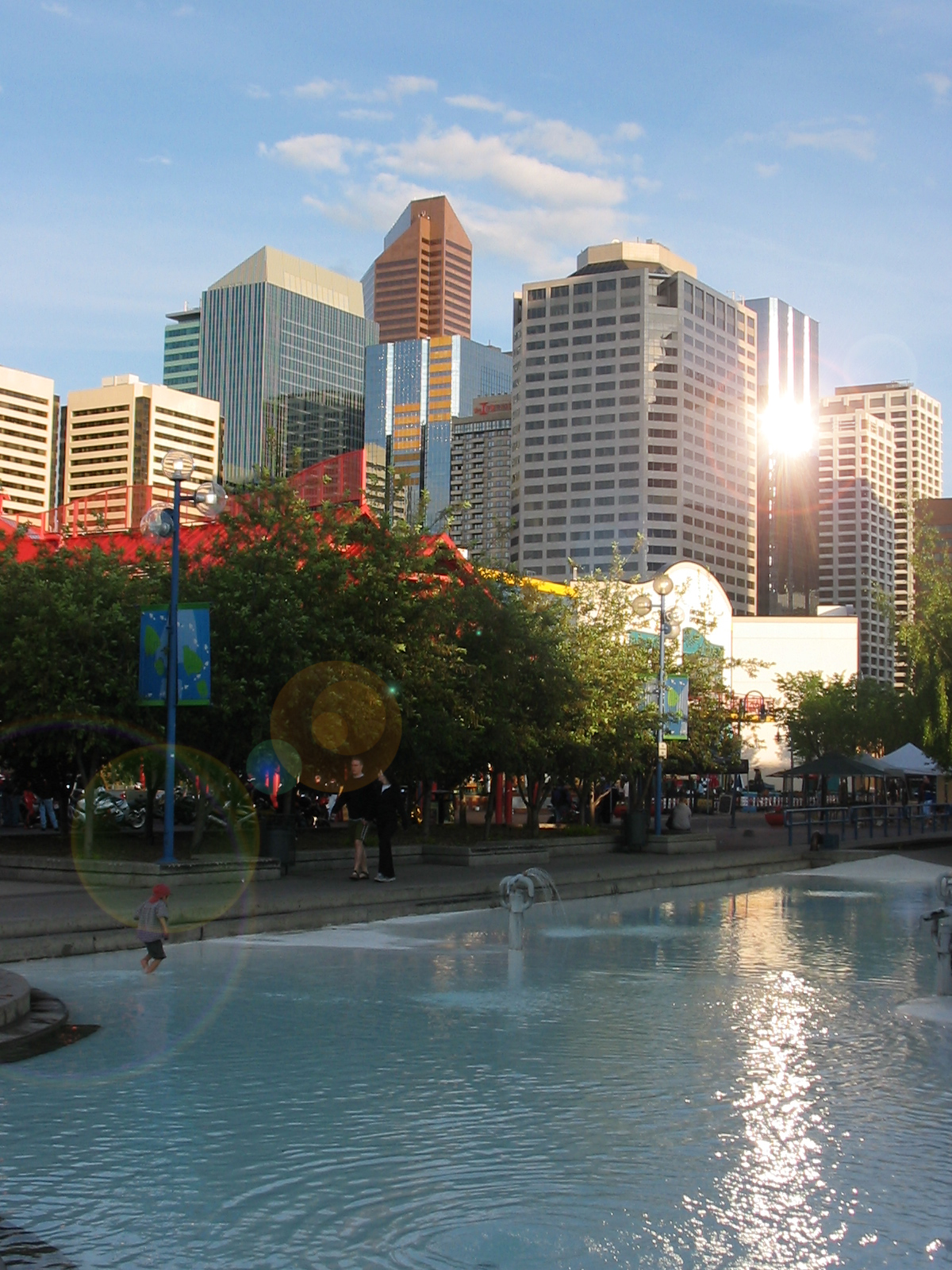
Centro de Calgary visto desde el Parque Prince's Island.

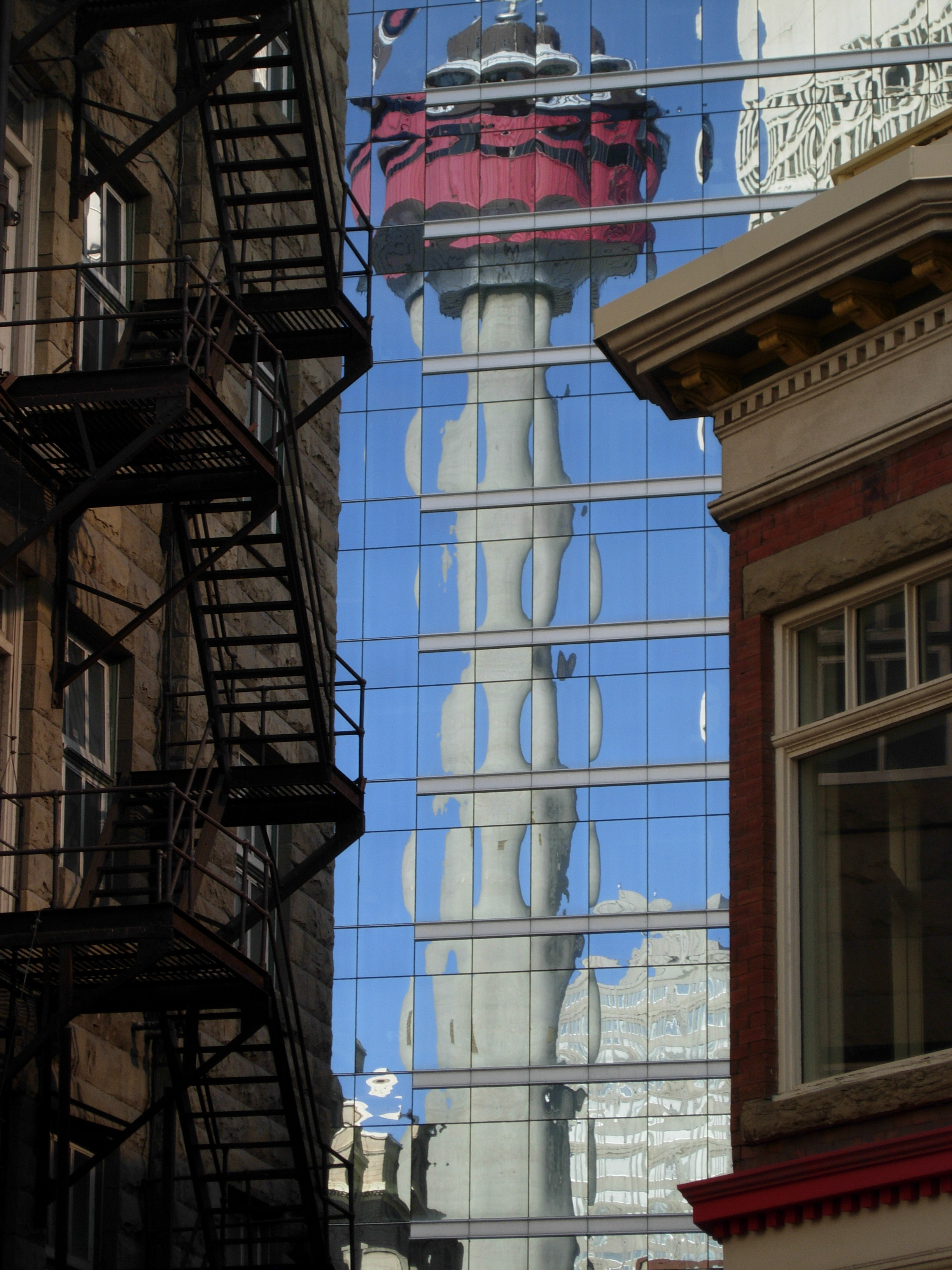
La Torre de Calgary, reflejada en un rascacielos cercano.

El centro de la ciudad cuenta con una mezcla ecléctica de restaurantes y bares, centros culturales, plazas públicas (incluyendo el Olympic Plaza) y tiendas. Zonas comerciales notables incluyen algunos lugares como The Core Shopping Centre (antes llamado Calgary Eaton Centre/TD Square), la Avenida Stephen y el Mercado de Eau Claire. Las principales atracciones turísticas del centro de la ciudad incluyen el Zoológico de Calgary, el Telus Spark, el Centro de Convenciones Telus, el barrio chino, el Museo Glenbow, la Torre de Calgary, la Galería de Arte de Calgary (AGC), el Museo Militar y el Centro EPCOR para las Artes Escénicas. Con 2,5 hectáreas (10.000 m²), el Devonian Gardens es uno de los mayores parques urbanos interiores del mundo, y se encuentra en la cuarta planta del centro comercial The Core Shopping Centre (en la parte superior del centro comercial). En el centro de la ciudad se halla el Parque Prince's Island, un parque urbano situado justo al norte del barrio de Eau Claire. Directamente al sur del centro está Midtown y la carretera de circunvalación. Esta zona se está convirtiendo rápidamente en una de las zonas de uso mixto más densas y más activas de la ciudad. En el núcleo del distrito está la popular Avenida 17, que es conocida por sus numerosos bares y discotecas, restaurantes, tiendas y comercios. Durante los play-off de los Calgary Flames en 2004, la Avenida 17 fue frecuentada por más de 50 000 fanes y seguidores por cada noche en que habían partidos. La concentración de fanes con sus uniformes de color rojo llevó a que la avenida sea bautizada como, «Red Mile». El centro es de fácil acceso mediante el sistema de tránsito de tren ligero C-Train de la ciudad (LRT).

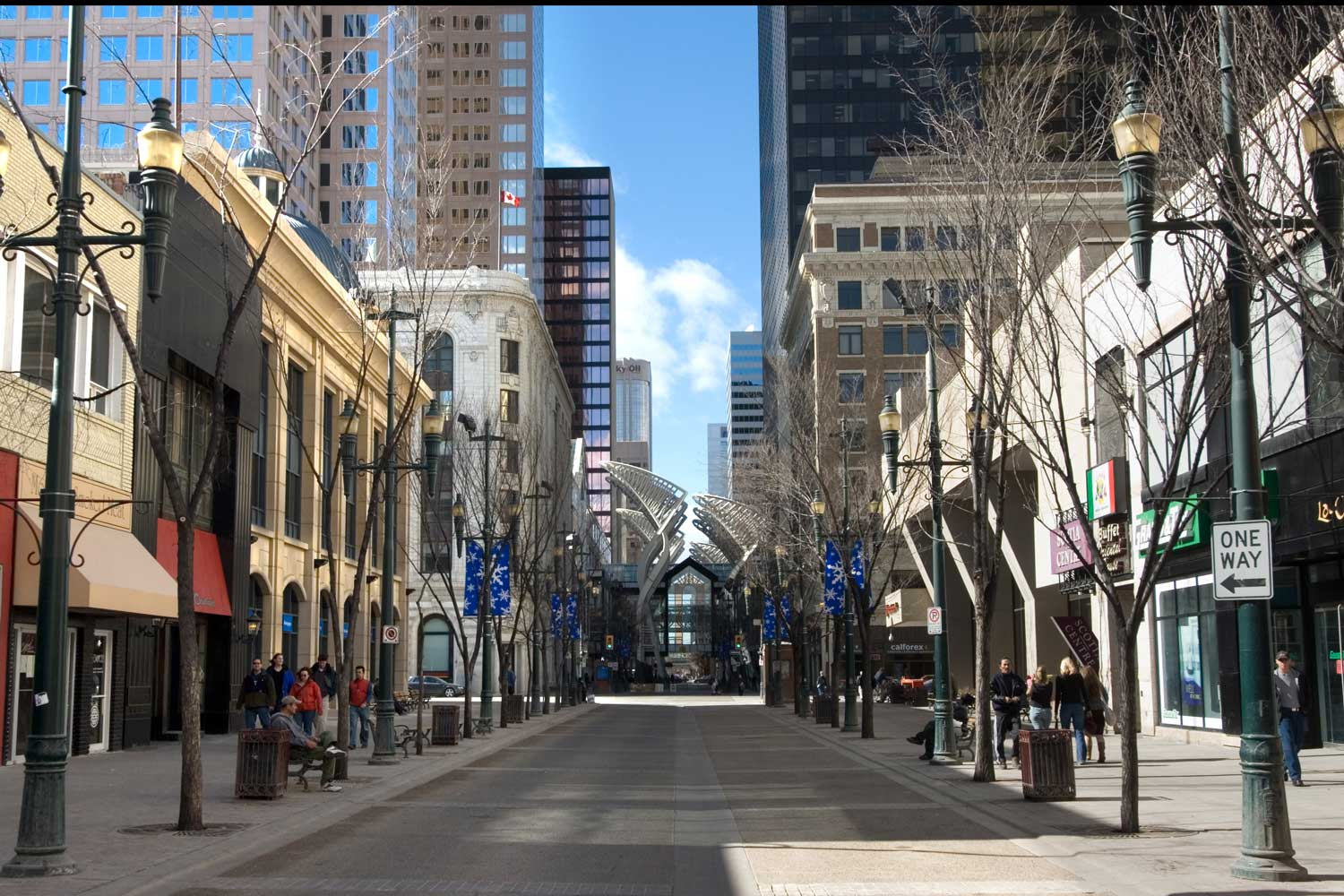
Avenida Stephen (Stephen Avenue).

Las atracciones en el lado oeste de la ciudad incluyen el histórico Heritage Park Historical Village, que representa la vida en Alberta antes de 1914 y que muestra vehículos históricos de trabajo, como un tren de vapor, un barco de vapor y un tranvía eléctrico. El pueblo en sí comprende una mezcla de edificios y estructuras históricas, réplica trasladada desde el sur de Alberta. Otros de los principales atractivos de la ciudad incluyen el Parque Olímpico de Canadá, que cuenta con Salón de la Fama del Deporte de Canadá, y Spruce Meadows. Además de las zonas comerciales del centro de la ciudad, hay una serie de grandes centros comerciales suburbanos de la ciudad. Entre los más grandes se encuentran el Chinook Centre y el Centro Comercial Southcentre en el sur, Westhills y Signal Hill, en el suroeste, South Trail Crossing y Deerfoot Meadows en el sureste, el Market Mall en el noroeste, Sunridge Mall en el noreste, y el recién construido CrossIron Mills justo al norte de los límites de la ciudad de Calgary, y al sur de la ciudad de Airdrie.
Otras de las grandes atracciones de Calgary son el Canada Olympic Park (y el Salón Olímpico de la Fama de Canadá), Spruce Meadows (centro de equitación)  y Race City Motorsport Park (Calgary). Además de las grandes áreas de compras de la ciudad, hay un buen número de complejos de compras suburbanos en Calgary. Entre los mayores están Chinook Centre y Southcentre Mall en el sur, WestHills and Signal Hill en el sudoeste, South Trail Crossing y Deerfoot Meadows en el sureste, Market Mall en el noroeste, y Sunridge Mall en el noreste.
La zona del Downtown es fácilmente reconocible por sus numerosos rascacielos. Algunas de estas estructuras, como la Calgary Tower o el Pengrowth Saddledome son símbolos de la ciudad. Estos edificios son iconos del «boom» de la ciudad y se pueden distinguir distintas fases de desarrollo que han tenido lugar en el centro de la ciudad. Los primeros rascacielos se empezaron a construir a finales de los años 50 y continuaron en crecimiento hasta los años 1970. Tras la época de recesión con la caída del precio del petróleo muchos edificios en proyecto fueron inmediatamente anulados. No fue hasta finales de los años 1980 y durante los años 1990 cuando las grandes construcciones comenzaron de nuevo, iniciadas por los Juegos Olímpicos de Invierno y estimuladas por una favorable economía en crecimiento.
En total hay 10 edificios de oficinas de al menos 150 metros (normalmente de cerca de 40 pisos). El más alto es la Torre The Bow, que es el rascacielos más alto de Canadá fuera de Toronto. El segundo lugar lo ocupa el Suncor Energy Centre. Las torres del Bankers Hall son las torres gemelas más altas del país.
Una característica típica de Calgary es que para conectar muchos de los edificios de oficinas del centro, la ciudad también cuenta con la red más extensa de ruta aérea del mundo (puentes peatonales interiores elevados), llamados oficialmente +15. El nombre deriva del hecho de que los puentes suelen ser de 15 pies (4,6 m) por encima del nivel.
Cerca de Airdrie, en el aeropuerto de Calgary/Airdrie, cada dos años se lleva a cabo la Exhibición Aeronáutica Regional de Airdrie. En 2011, la exhibición de vuelo presentó a los Canadian Snowbirds, un CF-18 de demostración y F-16 de la Fuerza Aérea de los Estados Unidos.